# Lijst van Sega Mega Drive-spellen
Dit is een alfabetische lijst van spellen die speelbaar zijn op de Sega Mega Drive.
| Titel                                                                                            | Jaar | Uitgever                                                                                        | Genre                                 |
| ------------------------------------------------------------------------------------------------ | ---- | ----------------------------------------------------------------------------------------------- | ------------------------------------- |
| 16t                                                                                              | 1991 | Sega                                                                                            | Actiespel                             |
| 3 Ninjas Kick Back                                                                               | 1994 | Sony Imagesoft                                                                                  | Actiespel                             |
| 688 Attack Sub                                                                                   | 1991 | Sega                                                                                            | Simulatiespel                         |
| 6-PAK                                                                                            | 1995 | Sega Tec Toy Indústria de Brinquedos                                                            | Compilatiespel                        |
| Aa Harimanada                                                                                    | 1993 | Sega                                                                                            | Actiespel Sportspel                   |
| Abrams Battle Tank                                                                               | 1991 | Sega                                                                                            | Simulatiespel                         |
| Action 52                                                                                        | 1993 | Active Enterprises                                                                              | Actiespel                             |
| The Addams Family                                                                                | 1993 | Flying Edge                                                                                     | Actiespel                             |
| Addams Family Values                                                                             | 1995 | Ocean Software                                                                                  | Actiespel                             |
| A Dinosaur's Tale                                                                                | 1994 | Hi-Tech Expressions                                                                             | Actiespel                             |
| Advanced Busterhawk Gleylancer                                                                   | 1992 | Samsung Electronics Masaya                                                                      | Actiespel                             |
| Advanced Daisenryaku: Doitsu Dengeki Sakusen                                                     | 1991 | Sega                                                                                            | Strategiespel                         |
| The Adventures of Batman & Robin                                                                 | 1995 | Sega                                                                                            | Actiespel                             |
| The Adventures of Mighty Max                                                                     | 1994 | Ocean Software                                                                                  | Actiespel                             |
| The Adventures of Rocky and Bullwinkle and Friends                                               | 1993 | Absolute Entertainment                                                                          | Actiespel                             |
| Adventures of Yogi Bear                                                                          | 1994 | Empire Interactive Entertainment                                                                | Actiespel                             |
| Aerobiz                                                                                          | 1992 | KOEI                                                                                            | Simulatiespel                         |
| Aerobiz Supersonic                                                                               | 1994 | KOEI                                                                                            | Simulatiespel Strategiespel           |
| Aero the Acro-Bat                                                                                | 1993 | Sun Corporation of America                                                                      | Actiespel                             |
| Aero the Acro-Bat 2                                                                              | 1994 | Sun Corporation of America Sun Corporation                                                      | Actiespel                             |
| After Burner II                                                                                  | 1990 | Sega Micomsoft                                                                                  | Actiespel                             |
| Air Buster                                                                                       | 1991 | Kaneko                                                                                          | Actiespel                             |
| Air Diver                                                                                        | 1990 | Asmik Corporation Seismic Software                                                              | Actiespel                             |
| Alex Kidd in the Enchanted Castle                                                                | 1989 | Sega Samsung Electronics Tec Toy Indústria de Brinquedos                                        | Actiespel                             |
| Alien³                                                                                           | 1992 | Arena Entertainment                                                                             | Actiespel                             |
| Alien Soldier                                                                                    | 1995 | Sega                                                                                            | Actiespel                             |
| Alien Storm                                                                                      | 1991 | Sega                                                                                            | Actiespel                             |
| Alisia Dragoon                                                                                   | 1992 | Sega Game Arts                                                                                  | Actiespel                             |
| Allan Border's Cricket                                                                           | 1994 | The Codemasters Software Company Limited                                                        | Sportspel                             |
| Altered Beast                                                                                    | 1988 | Sega                                                                                            | Actiespel                             |
| The Amazing Spider-Man vs. The Kingpin                                                           | 1991 | Sega                                                                                            | Actiespel                             |
| American Gladiators                                                                              | 1992 | GameTek                                                                                         | Actiespel Simulatiespel               |
| Andre Agassi Tennis                                                                              | 1992 | TecMagik Entertainment                                                                          | Sportspel                             |
| Animaniacs                                                                                       | 1994 | Konami Tec Toy Indústria de Brinquedos                                                          | Actiespel                             |
| Arcade Classics                                                                                  | 1996 | Sega                                                                                            | Actiespel                             |
| Arch Rivals                                                                                      | 1992 | Flying Edge                                                                                     | Sportspel                             |
| Arcus Odyssey                                                                                    | 1991 | Wolf Team Renovation Products                                                                   | Actiespel                             |
| A Ressha de Ikou MD                                                                              | 1992 | Sega                                                                                            | Simulatiespel Strategiespel           |
| Arnold Palmer Tournament Golf                                                                    | 1989 | Sega                                                                                            | Sportspel                             |
| Arrow Flash                                                                                      | 1990 | Sega Renovation Products                                                                        | Actiespel                             |
| Art of Fighting                                                                                  | 1994 | Sega                                                                                            | Actiespel                             |
| Astérix and the Great Rescue                                                                     | 1993 | Sega Tec Toy Indústria de Brinquedos                                                            | Actiespel                             |
| Astérix and the Power of the Gods                                                                | 1995 | Sega                                                                                            | Actiespel                             |
| Atomic Robo-Kid                                                                                  | 1990 | Treco                                                                                           | Actiespel                             |
| ATP Tour Championship Tennis                                                                     | 1994 | Sega                                                                                            | Sportspel                             |
| Australian Rugby League                                                                          | 1994 | Electronic Arts                                                                                 | Sportspel                             |
| Awesome Possum Kicks Dr. Machino's Butt                                                          | 1993 | Tengen                                                                                          | Actiespel                             |
| Awogue                                                                                           | 1991 | Sega                                                                                            | Actiespel                             |
| AWS Pro Moves Soccer                                                                             | 1994 | ASCII Entertainment Software                                                                    | Sportspel                             |
| Ayrton Senna's Super Monaco GP II                                                                | 1992 | Sega                                                                                            | Actiespel Autoracespel                |
| Back to the Future Part III                                                                      | 1991 | Image Works Arena Entertainment                                                                 | Actiespel                             |
| Bahamut Senki                                                                                    | 1991 | Sega                                                                                            | Strategiespel                         |
| Ball Jacks                                                                                       | 1993 | Namco Limited                                                                                   | Actiespel                             |
| Ballz 3D: Fighting at its Ballziest                                                              | 1994 | Accolade                                                                                        | Actiespel                             |
| Barbie Super Model                                                                               | 1993 | Hi-Tech Expressions                                                                             | Actiespel                             |
| Barkley: Shut Up and Jam!                                                                        | 1994 | Accolade Tec Toy Indústria de Brinquedos                                                        | Sportspel                             |
| Barkley: Shut Up and Jam 2                                                                       | 1995 | Accolade                                                                                        | Sportspel                             |
| Barney's Hide & Seek Game                                                                        | 1993 | Sega Tec Toy Indústria de Brinquedos                                                            | Avonturenspel                         |
| Bass Masters Classic                                                                             | 1995 | Black Pearl Software                                                                            | Simulatiespel Sportspel               |
| Bass Masters Classic: Pro Edition                                                                | 1996 | Black Pearl Software                                                                            | Simulatiespel Sportspel               |
| Batman Forever                                                                                   | 1995 | Acclaim Acclaim Entertainment                                                                   | Actiespel                             |
| Batman: Return of the Joker                                                                      | 1992 | Sun Corporation of America                                                                      | Actiespel                             |
| Batman Returns                                                                                   | 1992 | Sega                                                                                            | Actiespel                             |
| Batman: The Video Game                                                                           | 1990 | Sega Sun Corporation of America Sun Electronics                                                 | Actiespel                             |
| Battle Frenzy                                                                                    | 1994 | Domark Group                                                                                    | Actiespel                             |
| Battle Golfer Yui                                                                                | 1991 | Sega                                                                                            | Avonturenspel Sportspel               |
| Battle Mania Daiginjō                                                                            | 1993 | Vic Tokai Corporation                                                                           | Actiespel                             |
| Battle Master                                                                                    | 1991 | Arena Entertainment                                                                             | Actiespel Strategiespel               |
| Battle Squadron                                                                                  | 1990 | Electronic Arts                                                                                 | Actiespel                             |
| BattleTech: A Game of Armored Combat                                                             | 1994 | Extreme Entertainment Group                                                                     | Actiespel                             |
| Battletoads                                                                                      | 1991 | Sega Tradewest Tec Toy Indústria de Brinquedos                                                  | Actiespel                             |
| Battletoads & Double Dragon: The Ultimate Team                                                   | 1994 | Tradewest                                                                                       | Actiespel                             |
| Beast Wrestler                                                                                   | 1991 | Telenet Japan Renovation Products                                                               | Actiespel                             |
| Beggar Prince                                                                                    | 1996 | Super Fighter Team Computer & Entertainment                                                     | RPG                                   |
| The Berenstain Bears' Camping Adventure                                                          | 1993 | Sega                                                                                            | Actiespel                             |
| Best of the Best Championship Karate                                                             | 1993 | Electro Brain Samsung Electronics Micro World                                                   | Actiespel Sportspel                   |
| Beyond Oasis                                                                                     | 1994 | Sega                                                                                            | Actiespel RPG                         |
| Bible Adventures                                                                                 | 1995 | Wisdom Tree                                                                                     | Actiespel Educatiespel                |
| Bill Walsh College Football                                                                      | 1993 | Electronic Arts                                                                                 | Sportspel                             |
| Bill Walsh College Football 95                                                                   | 1994 | Electronic Arts                                                                                 | Sportspel                             |
| Bimini Run                                                                                       | 1990 | Nuvision Entertainment                                                                          | Actiespel Autoracespel                |
| Bio Hazard Battle                                                                                | 1992 | Sega                                                                                            | Actiespel                             |
| Bishōjo Senshi Sailor Moon                                                                       | 1994 | MA-BA Corp                                                                                      | Actiespel                             |
| Blades of Vengeance                                                                              | 1993 | Electronic Arts                                                                                 | Actiespel                             |
| Blaster Master 2                                                                                 | 1993 | Sun Corporation of America                                                                      | Actiespel                             |
| Blockout                                                                                         | 1991 | Sega Electronic Arts                                                                            | Strategiespel                         |
| B.O.B.                                                                                           | 1993 | Electronic Arts                                                                                 | Actiespel                             |
| Body Count                                                                                       | 1994 | Sega Tec Toy Indústria de Brinquedos                                                            | Actiespel                             |
| Bonanza Bros.                                                                                    | 1991 | Sega                                                                                            | Actiespel                             |
| Boogerman: A Pick and Flick Adventure                                                            | 1994 | Interplay Productions                                                                           | Actiespel                             |
| Boxing Legends of the Ring                                                                       | 1993 | Electro Brain                                                                                   | Sportspel                             |
| Bram Stoker's Dracula                                                                            | 1993 | Sony Imagesoft                                                                                  | Actiespel                             |
| Brett Hull Hockey 95                                                                             | 1994 | Accolade                                                                                        | Sportspel                             |
| Brian Lara Cricket '96                                                                           | 1996 | The Codemasters Software Company Limited                                                        | Sportspel                             |
| Brutal: Paws of Fury                                                                             | 1994 | GameTek                                                                                         | Actiespel                             |
| Bubba 'N' Stix                                                                                   | 1994 | Core Design                                                                                     | Actiespel                             |
| Bubble and Squeak                                                                                | 1994 | Sun Corporation                                                                                 | Actiespel                             |
| Bubsy II                                                                                         | 1994 | Accolade                                                                                        | Actiespel                             |
| Bubsy in: Claws Encounters of the Furred Kind                                                    | 1993 | Accolade                                                                                        | Actiespel                             |
| Buck Rogers: Countdown to Doomsday                                                               | 1991 | Electronic Arts                                                                                 | RPG                                   |
| Budokan: The Martial Spirit                                                                      | 1990 | Electronic Arts                                                                                 | Simulatiespel Sportspel               |
| Bugs Bunny in Double Trouble                                                                     | 1996 | Sega                                                                                            | Actiespel                             |
| Bulls vs. Blazers and the NBA Playoffs                                                           | 1993 | Electronic Arts                                                                                 | Sportspel                             |
| Bulls vs. Lakers and the NBA Playoffs                                                            | 1991 | Electronic Arts                                                                                 | Sportspel                             |
| Burning Force                                                                                    | 1990 | Namco Limited Namco Hometek                                                                     | Actiespel                             |
| Cadash                                                                                           | 1992 | Taito Corporation                                                                               | Actiespel RPG                         |
| Caliber.50                                                                                       | 1991 | Mentrix Software                                                                                | Actiespel                             |
| California Games                                                                                 | 1991 | Sega                                                                                            | Sportspel                             |
| Cal Ripken Jr. Baseball                                                                          | 1992 | Mindscape                                                                                       | Sportspel                             |
| Cannon Fodder                                                                                    | 1994 | Virgin Interactive Entertainment (Europe)                                                       | Actiespel Strategiespel               |
| Captain America and the Avengers                                                                 | 1992 | Data East                                                                                       | Actiespel                             |
| Captain Planet and the Planeteers                                                                | 1992 | Sega                                                                                            | Actiespel                             |
| Castle of Illusion starring Mickey Mouse                                                         | 1990 | Sega Tec Toy Indústria de Brinquedos                                                            | Actiespel                             |
| Castlevania Bloodlines                                                                           | 1994 | Konami                                                                                          | Actiespel                             |
| Centurion: Defender of Rome                                                                      | 1991 | Electronic Arts                                                                                 | Actiespel Strategiespel               |
| Chakan                                                                                           | 1992 | Sega                                                                                            | Actiespel                             |
| Championship Bowling                                                                             | 1993 | Visco Corporation Mentrix Software                                                              | Sportspel                             |
| Championship Pool                                                                                | 1993 | Mindscape                                                                                       | Sportspel                             |
| Champions World Class Soccer                                                                     | 1993 | Acclaim Flying Edge                                                                             | Sportspel                             |
| Chase H.Q. II                                                                                    | 1992 | Taito Corporation Taito America Corporation                                                     | Actiespel Autoracespel                |
| Chavez II                                                                                        | 1993 | American Softworks Corporation                                                                  | Simulatiespel Sportspel               |
| Cheese Cat-Astrophe starring Speedy Gonzales                                                     | 1995 | Sega                                                                                            | Actiespel                             |
| Chelnov: Atomic Runner                                                                           | 1992 | Data East                                                                                       | Actiespel                             |
| Chester Cheetah: Too Cool to Fool                                                                | 1992 | Kaneko                                                                                          | Actiespel                             |
| Chester Cheetah: Wild Wild Quest                                                                 | 1993 | Kaneko                                                                                          | Actiespel                             |
| Chibi Maruko-chan: Waku Waku Shopping                                                            | 1992 | Namco Limited                                                                                   | Strategiespel                         |
| Chi Chi's Pro Challenge Golf                                                                     | 1993 | Virgin Interactive Entertainment Soft Vision International                                      | Sportspel                             |
| Chiki Chiki Boys                                                                                 | 1992 | Sega                                                                                            | Actiespel                             |
| Chōkyūkai Miracle Nine                                                                           | 1995 | Sega                                                                                            | Sportspel                             |
| Chuck Rock                                                                                       | 1991 | Virgin Games                                                                                    | Actiespel                             |
| Chuck Rock II: Son of Chuck                                                                      | 1993 | Core Design Virgin Games Virgin Interactive Entertainment (Japan)                               | Actiespel                             |
| Classic Collection                                                                               | 1996 | Sega                                                                                            |                                       |
| Clay Fighter                                                                                     | 1994 | Interplay Productions                                                                           | Actiespel                             |
| Cliffhanger                                                                                      | 1993 | Sony Imagesoft                                                                                  | Actiespel                             |
| Clue                                                                                             | 1992 | Parker Brothers                                                                                 | Strategiespel                         |
| Coach K College Basketball                                                                       | 1995 | Electronic Arts                                                                                 | Sportspel                             |
| Codemasters 2 in 1: Fantastic Dizzy + Cosmic Spacehead                                           | 1994 | The Codemasters Software Company Limited                                                        |                                       |
| College Football's National Championship                                                         | 1994 | Sega                                                                                            | Sportspel                             |
| College Football's National Championship II                                                      | 1995 | Sega                                                                                            | Sportspel                             |
| College Football USA 96                                                                          | 1995 | Electronic Arts                                                                                 | Sportspel                             |
| College Football USA 97                                                                          | 1996 | Electronic Arts                                                                                 | Sportspel                             |
| College Slam                                                                                     | 1996 | Acclaim Entertainment                                                                           | Sportspel                             |
| Columns                                                                                          | 1990 | Sega                                                                                            | Strategiespel                         |
| Columns III: Revenge of Columns                                                                  | 1993 | Sega Vic Tokai                                                                                  | Strategiespel                         |
| Combat Cars                                                                                      | 1994 | Accolade                                                                                        | Actiespel Autoracespel                |
| Comix Zone                                                                                       | 1995 | Sega                                                                                            | Actiespel                             |
| Contra Hard Corps                                                                                | 1994 | Konami                                                                                          | Actiespel                             |
| Cool Spot                                                                                        | 1993 | Virgin Games Virgin Interactive Entertainment (Japan)                                           | Actiespel                             |
| Corporation                                                                                      | 1992 | Virgin Games                                                                                    | Actiespel                             |
| Cosmic Spacehead                                                                                 | 1993 | The Codemasters Software Company Limited                                                        | Actiespel Avonturenspel               |
| Crack Down                                                                                       | 1990 | Sega Sage's Creation                                                                            | Actiespel                             |
| Crayon Shin-chan: Arashi o Yobu Enji                                                             | 1994 | MA-BA Corp                                                                                      | Actiespel                             |
| CrossFire                                                                                        | 1991 | Kyugo of America Kyugo Trading                                                                  | Actiespel                             |
| Crüe Ball                                                                                        | 1992 | Electronic Arts                                                                                 | Actiespel                             |
| Crusader of Centy                                                                                | 1994 | Sega Atlus Software                                                                             | Actiespel                             |
| Crystal's Pony Tale                                                                              | 1994 | Sega                                                                                            | Actiespel Avonturenspel               |
| Curse                                                                                            | 1989 | Micronet                                                                                        | Actiespel                             |
| Cutie Suzuki no Ringside Angel                                                                   | 1990 | Asmik Corporation                                                                               | Actiespel Sportspel                   |
| Cutthroat Island                                                                                 | 1996 | Acclaim Entertainment                                                                           | Actiespel                             |
| Cyberball                                                                                        | 1990 | Sega                                                                                            | Sportspel Strategiespel               |
| Cyborg Justice                                                                                   | 1993 | Sega                                                                                            | Actiespel                             |
| Daffy Duck in Hollywood                                                                          | 1995 | Sega                                                                                            | Actiespel                             |
| Dahna: Megami Tanjō                                                                              | 1991 | Information Global Service                                                                      | Actiespel RPG                         |
| Dangerous Seed                                                                                   | 1990 | Namco Limited                                                                                   | Actiespel                             |
| Dark Castle                                                                                      | 1991 | Electronic Arts                                                                                 | Actiespel                             |
| Darwin 4081                                                                                      | 1990 | Sega                                                                                            | Actiespel                             |
| Dashin' Desperadoes                                                                              | 1993 | Data East                                                                                       | Actiespel Autoracespel                |
| David Crane's Amazing Tennis                                                                     | 1992 | Absolute Entertainment                                                                          | Sportspel                             |
| David Robinson's Supreme Court                                                                   | 1992 | Sega                                                                                            | Sportspel                             |
| Davis Cup Tennis                                                                                 | 1993 | Tengen                                                                                          | Sportspel                             |
| Daze Before Christmas                                                                            | 1994 | Sun Corporation                                                                                 | Actiespel                             |
| Deadly Moves                                                                                     | 1992 | Kaneko                                                                                          | Actiespel                             |
| The Death and Return of Superman                                                                 | 1994 | Sun Corporation of America                                                                      | Actiespel                             |
| Death Duel                                                                                       | 1992 | RazorSoft                                                                                       | Actiespel                             |
| DEcapAttack                                                                                      | 1991 | Sega                                                                                            | Actiespel                             |
| Demolition Man                                                                                   | 1995 | Acclaim Entertainment                                                                           | Actiespel                             |
| Desert Demolition Starring Road Runner and Wile E. Coyote                                        | 1995 | Sega Tec Toy Indústria de Brinquedos                                                            | Actiespel                             |
| Desert Strike: Return to the Gulf                                                                | 1992 | Electronic Arts                                                                                 | Actiespel                             |
| Devilish                                                                                         | 1992 | Sage's Creation Hot-B                                                                           | Actiespel                             |
| Devil's Crush                                                                                    | 1991 | Tengen Technosoft                                                                               | Actiespel                             |
| Dial Q o Mawase!                                                                                 | 1992 | Studio Fazzy                                                                                    | Strategiespel                         |
| Dick Tracy                                                                                       | 1990 | Sega                                                                                            | Actiespel                             |
| Dick Vitale's "Awesome, Baby!" College Hoops                                                     | 1994 | Time Warner Interactive                                                                         | Sportspel                             |
| Dino Dini's Soccer                                                                               | 1994 | Virgin Interactive Entertainment (Europe)                                                       | Sportspel                             |
| Dino Land                                                                                        | 1991 | Wolf Team Renovation Products                                                                   | Simulatiespel                         |
| The Disney Collection: Quackshot Starring Donald Duck & Castle of Illusion Starring Mickey Mouse | 1996 | Sega                                                                                            |                                       |
| Disney's Aladdin                                                                                 | 1993 | Sega                                                                                            | Actiespel                             |
| Disney's Ariel the Little Mermaid                                                                | 1992 | Sega                                                                                            | Actiespel                             |
| Disney's Beauty and the Beast: Belle's Quest                                                     | 1993 | Sun Electronics                                                                                 | Actiespel                             |
| Disney's Beauty and the Beast: Roar of the Beast                                                 | 1993 | Sun Corporation of America                                                                      | Actiespel                             |
| Disney's Bonkers                                                                                 | 1994 | Sega                                                                                            | Actiespel Autoracespel                |
| Disney's Pocahontas                                                                              | 1996 | Sega Buena Vista Games                                                                          | Actiespel                             |
| Disney's TaleSpin                                                                                | 1992 | Sega                                                                                            | Actiespel                             |
| Disney's The Jungle Book                                                                         | 1994 | Virgin Interactive Entertainment Virgin Interactive Entertainment (Europe)                      | Actiespel                             |
| Disney's Toy Story                                                                               | 1995 | Sega Disney Interactive                                                                         | Actiespel                             |
| Divine Sealing                                                                                   | 1991 | Studio Fazzy                                                                                    | Actiespel                             |
| DJ Boy                                                                                           | 1990 | Sega Kaneko                                                                                     | Actiespel                             |
| Doom Troopers: Mutant Chronicles                                                                 | 1995 | Playmates Interactive Entertainment                                                             | Actiespel                             |
| Doraemon: Yume Dorobō to 7-nin no Gozans                                                         | 1993 | Sega                                                                                            | Actiespel                             |
| Double Clutch                                                                                    | 1993 | Sega                                                                                            | Autoracespel                          |
| Double Dragon                                                                                    | 1993 | Ballistic                                                                                       | Actiespel                             |
| Double Dragon II: The Revenge                                                                    | 1991 | PAL SOFT                                                                                        | Actiespel                             |
| Double Dragon III: The Sacred Stones                                                             | 1992 | Flying Edge                                                                                     | Actiespel                             |
| Double Dragon V: The Shadow Falls                                                                | 1994 | Tradewest                                                                                       | Actiespel                             |
| Double Dribble: The Playoff Edition                                                              | 1994 | Konami                                                                                          | Actiespel Sportspel                   |
| Double Pack: Joe Montana Football 3 and Double Clutch MD                                         | 1996 | Sega Ozisoft Pty                                                                                |                                       |
| Dragon Ball Z: L'Appel Du Destin                                                                 | 1994 | Bandai                                                                                          | Actiespel                             |
| Dragon's Eye Plus Shanghai III                                                                   | 1991 | Home Data                                                                                       | Strategiespel                         |
| Dragon Slayer: The Legend of Heroes                                                              | 1994 | SEGA Corporation                                                                                | RPG                                   |
| Dragon Slayer: The Legend of Heroes II                                                           | 1995 | SEGA Corporation                                                                                | RPG                                   |
| Dragon's Revenge                                                                                 | 1993 | Tengen                                                                                          | Actiespel                             |
| Dragon: The Bruce Lee Story                                                                      | 1994 | Acclaim Entertainment                                                                           | Actiespel                             |
| Dr. Robotnik's Mean Bean Machine                                                                 | 1993 | Sega Tec Toy Indústria de Brinquedos                                                            | Strategiespel                         |
| The Duel: Test Drive II                                                                          | 1992 | Accolade Ballistic                                                                              | Autoracespel Simulatiespel            |
| Duke Nukem 3D                                                                                    | 1998 | Tec Toy Indústria de Brinquedos                                                                 | Actiespel                             |
| Dune: The Battle for Arrakis                                                                     | 1994 | Virgin Games Virgin Interactive Entertainment (Europe)                                          | Strategiespel                         |
| Dungeons & Dragons: Warriors of the Eternal Sun                                                  | 1992 | Sega                                                                                            | RPG                                   |
| Dyna Brothers                                                                                    | 1992 | CSK Research Institute                                                                          | Simulatiespel Strategiespel           |
| Dyna Brothers 2                                                                                  | 1993 | CSK Research Institute                                                                          | Simulatiespel Strategiespel           |
| Dyna Brothers 2: Sega Channel Special                                                            | 1995 | Sega                                                                                            | Simulatiespel Strategiespel           |
| Dynamite Duke                                                                                    | 1990 | Sega                                                                                            | Actiespel                             |
| Dynamite Headdy                                                                                  | 1994 | Sega                                                                                            | Actiespel                             |
| Earnest Evans                                                                                    | 1992 | Renovation Products                                                                             | Actiespel                             |
| Earth Defense                                                                                    | 1995 | Realtec Corporation                                                                             | Actiespel                             |
| Earthworm Jim                                                                                    | 1994 | Playmates Interactive Entertainment                                                             | Actiespel                             |
| Earthworm Jim 2                                                                                  | 1995 | Playmates Interactive Entertainment                                                             | Actiespel                             |
| EA Sports Double Header                                                                          | 1993 | Electronic Arts                                                                                 | Actiespel Sportspel                   |
| Ecco Jr.                                                                                         | 1995 | Sega                                                                                            | Actiespel                             |
| Ecco the Dolphin                                                                                 | 1992 | Sega                                                                                            | Actiespel                             |
| Ecco: The Tides of Time                                                                          | 1994 | Sega                                                                                            | Actiespel                             |
| Elemental Master                                                                                 | 1990 | Renovation Products Technosoft                                                                  | Actiespel                             |
| Eliminate Down                                                                                   | 1993 | Soft Vision International                                                                       | Actiespel                             |
| Elitserien 95                                                                                    | 1994 | Electronic Arts                                                                                 | Sportspel                             |
| Elitserien 96                                                                                    | 1995 | Electronic Arts                                                                                 | Sportspel                             |
| El Viento                                                                                        | 1991 | Wolf Team Renovation Products                                                                   | Actiespel                             |
| ESPN Baseball Tonight                                                                            | 1994 | Sony Imagesoft                                                                                  | Sportspel                             |
| ESPN National Hockey Night                                                                       | 1994 | Sony Imagesoft                                                                                  | Sportspel                             |
| ESPN Speed World                                                                                 | 1994 | Sony Imagesoft                                                                                  | Autoracespel Simulatiespel            |
| ESPN Sunday Night NFL                                                                            | 1994 | Sony Imagesoft                                                                                  | Sportspel                             |
| ESWAT: City under Siege                                                                          | 1990 | Sega                                                                                            | Actiespel                             |
| Eternal Champions                                                                                | 1993 | Sega                                                                                            | Actiespel                             |
| Evander Holyfield's "Real Deal" Boxing                                                           | 1992 | Sega                                                                                            | Sportspel                             |
| Exile                                                                                            | 1991 | Telenet Japan Renovation Products                                                               | Actiespel RPG                         |
| Ex-Mutants                                                                                       | 1992 | Sega                                                                                            | Actiespel                             |
| Exodus: Journey to the Promised Land                                                             | 1993 | Wisdom Tree                                                                                     | Actiespel Educatiespel                |
| Exo Squad                                                                                        | 1995 | Playmates Interactive Entertainment Virgin Interactive Entertainment (Europe)                   | Actiespel                             |
| F-117 Night Storm                                                                                | 1993 | Tec Toy Indústria de Brinquedos Electronic Arts                                                 | Simulatiespel                         |
| F-15 Strike Eagle II                                                                             | 1993 | MicroProse Software                                                                             | Actiespel Simulatiespel               |
| F1 Circus '91                                                                                    | 1991 | Nihon Bussan                                                                                    | Autoracespel                          |
| F1 Triple Battle                                                                                 | 1991 | Human Entertainment                                                                             | Autoracespel Simulatiespel            |
| F1 World Championship Edition                                                                    | 1995 | Domark Software                                                                                 | Autoracespel Sportspel                |
| F-22 Interceptor                                                                                 | 1991 | Electronic Arts                                                                                 | Simulatiespel                         |
| The Faery Tale Adventure: Book I                                                                 | 1991 | Electronic Arts                                                                                 | RPG                                   |
| Family Feud                                                                                      | 1993 | GameTek                                                                                         | Strategiespel                         |
| Fantasia                                                                                         | 1991 | Sega                                                                                            | Actiespel                             |
| The Fantastic Adventures of Dizzy                                                                | 1993 | The Codemasters Software Company Limited                                                        | Actiespel                             |
| Fatal Fury: King of Fighters                                                                     | 1993 | TAKARA U.S.A.CORP. Sega Tec Toy Indústria de Brinquedos                                         | Actiespel                             |
| Fatal Fury 2                                                                                     | 1994 | TAKARA U.S.A.CORP. TAKARA                                                                       | Actiespel                             |
| Fatal Labyrinth                                                                                  | 1990 | Sega                                                                                            | RPG                                   |
| Fengshen Yingjiezhuan                                                                            | 1996 | Chuanpu Technologies                                                                            | RPG Strategiespel                     |
| Férias Frustradas do Pica-Pau                                                                    | 1996 | Tec Toy Indústria de Brinquedos                                                                 | Actiespel                             |
| Ferrari Grand Prix Challenge                                                                     | 1992 | Varie Corporation Flying Edge                                                                   | Autoracespel Simulatiespel            |
| Fever Pitch Soccer                                                                               | 1995 | U.S. Gold                                                                                       | Sportspel                             |
| FIFA 98: Road to World Cup                                                                       | 1997 | Electronic Arts                                                                                 | Sportspel                             |
| FIFA International Soccer                                                                        | 1993 | Tec Toy Indústria de Brinquedos Electronic Arts                                                 | Sportspel                             |
| FIFA Soccer 95                                                                                   | 1994 | Electronic Arts                                                                                 | Sportspel                             |
| FIFA Soccer 96                                                                                   | 1995 | Electronic Arts                                                                                 | Simulatiespel Sportspel               |
| FIFA Soccer 97                                                                                   | 1996 | Tec Toy Indústria de Brinquedos Electronic Arts                                                 | Sportspel                             |
| Fighting Masters                                                                                 | 1991 | American Treco Corporation Treco                                                                | Actiespel                             |
| Final Blow                                                                                       | 1990 | Sega Taito Corporation                                                                          | Actiespel Sportspel                   |
| Final Zone                                                                                       | 1990 | Wolf Team Renovation Products                                                                   | Actiespel                             |
| Fire Mustang                                                                                     | 1991 | Taito Corporation                                                                               | Actiespel                             |
| Firepower 2000                                                                                   | 1994 | Time Warner Interactive                                                                         | Actiespel                             |
| Fire Shark                                                                                       | 1990 | Toaplan DreamWorks                                                                              | Actiespel                             |
| Flashback                                                                                        | 1993 | U.S. Gold Sun Electronics                                                                       | Actiespel                             |
| Flicky                                                                                           | 1990 | Sega                                                                                            | Actiespel                             |
| Flink                                                                                            | 1994 | Psygnosis Limited                                                                               | Actiespel                             |
| The Flintstones                                                                                  | 1993 | Sega Taito Corporation                                                                          | Actiespel                             |
| Foreman for Real                                                                                 | 1995 | Acclaim Acclaim Entertainment                                                                   | Sportspel                             |
| Forgotten Worlds                                                                                 | 1989 | Sega                                                                                            | Actiespel                             |
| Formula One                                                                                      | 1993 | Domark Software Tengen                                                                          | Autoracespel Simulatiespel Sportspel  |
| Frank Thomas Big Hurt Baseball                                                                   | 1995 | Acclaim Entertainment                                                                           | Simulatiespel Sportspel               |
| Frog Feast                                                                                       | 2006 | Chaos89.com                                                                                     | Actiespel                             |
| Frogger                                                                                          | 1998 | Majesco Sales                                                                                   | Actiespel                             |
| Fun 'N Games                                                                                     | 1993 | Tradewest                                                                                       | Actiespel                             |
| Funny World & Balloon Boy                                                                        | 1993 | Realtec Corporation                                                                             | Actiespel                             |
| Fushigi no Umi no Nadia                                                                          | 1991 | Namco Limited                                                                                   | Avonturenspel                         |
| Gadget Twins                                                                                     | 1992 | GameTek                                                                                         | Actiespel                             |
| Gaiares                                                                                          | 1990 | Telenet Japan Renovation Products                                                               | Actiespel                             |
| Gain Ground                                                                                      | 1991 | Sega Renovation Products                                                                        | Actiespel Strategiespel               |
| Galaxy Force II                                                                                  | 1991 | Sega CSK Research Institute                                                                     | Actiespel                             |
| Gambler Jiko Chūshinha: Katayama Masayuki no Mahjong Dōjō                                        | 1990 | Game Arts                                                                                       | Strategiespel                         |
| Game no Kanzume Otokuyō                                                                          | 1995 | Sega                                                                                            |                                       |
| The Games: Summer Challenge                                                                      | 1993 | Accolade                                                                                        | Sportspel                             |
| The Games: Winter Challenge                                                                      | 1991 | Accolade Europe Ballistic                                                                       | Sportspel                             |
| Garfield: Caught in the Act                                                                      | 1995 | Sega                                                                                            | Actiespel                             |
| Gargoyles                                                                                        | 1995 | Buena Vista Interactive                                                                         | Actiespel                             |
| Gauntlet IV                                                                                      | 1993 | Tengen                                                                                          | Actiespel                             |
| Gemfire                                                                                          | 1992 | KOEI                                                                                            | Strategiespel                         |
| General Chaos                                                                                    | 1994 | Electronic Arts                                                                                 | Actiespel Strategiespel               |
| Generations Lost                                                                                 | 1994 | Time Warner Interactive                                                                         | Actiespel                             |
| Genghis Khan II: Clan of the Gray Wolf                                                           | 1993 | KOEI                                                                                            | Strategiespel                         |
| George Foreman's KO Boxing                                                                       | 1992 | Flying Edge                                                                                     | Sportspel                             |
| Ghostbusters                                                                                     | 1990 | Sega                                                                                            | Actiespel                             |
| Ghouls 'n Ghosts                                                                                 | 1989 | Sega                                                                                            | Actiespel                             |
| G-Loc Air Battle                                                                                 | 1991 | Sega                                                                                            | Actiespel                             |
| Gods                                                                                             | 1992 | PCM Complete Mindscape Accolade Europe                                                          | Actiespel                             |
| Golden Axe                                                                                       | 1989 | Sega                                                                                            | Actiespel                             |
| Golden Axe II                                                                                    | 1991 | Sega                                                                                            | Actiespel                             |
| Golden Axe III                                                                                   | 1993 | Sega                                                                                            | Actiespel                             |
| Go Net                                                                                           | 1992 | Sega                                                                                            | Strategiespel                         |
| Goofy's Hysterical History Tour                                                                  | 1993 | Absolute Entertainment                                                                          | Actiespel                             |
| Granada                                                                                          | 1990 | Wolf Team Renovation Products                                                                   | Actiespel                             |
| The Great Circus Mystery starring Mickey & Minnie                                                | 1994 | Capcom Tec Toy Indústria de Brinquedos Capcom U.S.A.                                            | Actiespel                             |
| Greatest Heavyweights                                                                            | 1993 | Sega                                                                                            | Sportspel                             |
| The Great Waldo Search                                                                           | 1992 | THQ                                                                                             | Actiespel Strategiespel               |
| Greendog: The Beached Surfer Dude!                                                               | 1992 | Sega                                                                                            | Actiespel                             |
| Grind Stormer                                                                                    | 1994 | Tengen                                                                                          | Actiespel                             |
| Growl                                                                                            | 1991 | Taito Corporation Taito America Corporation                                                     | Actiespel                             |
| Gunship                                                                                          | 1993 | U.S. Gold                                                                                       | Actiespel Simulatiespel               |
| Gunstar Heroes                                                                                   | 1993 | Sega                                                                                            | Actiespel                             |
| HardBall!                                                                                        | 1991 | Ballistic                                                                                       | Sportspel                             |
| HardBall 4                                                                                       | 1994 | Accolade                                                                                        | Sportspel                             |
| HardBall 5                                                                                       | 1995 | Accolade                                                                                        | Simulatiespel Sportspel               |
| HardBall III                                                                                     | 1993 | Accolade                                                                                        | Sportspel                             |
| Hard Drivin'                                                                                     | 1990 | Tengen                                                                                          | Autoracespel Simulatiespel            |
| Harukanaru Augusta                                                                               | 1993 | T&E Soft                                                                                        | Sportspel                             |
| Haunting Starring Polterguy                                                                      | 1993 | Tec Toy Indústria de Brinquedos Electronic Arts                                                 | Simulatiespel                         |
| Head-On Soccer                                                                                   | 1995 | U.S. Gold                                                                                       | Sportspel                             |
| Heavy Nova                                                                                       | 1992 | Micronet                                                                                        | Actiespel                             |
| Heavy Unit: Mega Drive Special                                                                   | 1990 | Toho Ltd.                                                                                       | Actiespel                             |
| Hellfire                                                                                         | 1990 | Masaya Seismic Software                                                                         | Actiespel                             |
| Herzog Zwei                                                                                      | 1989 | Sega Technosoft                                                                                 | Strategiespel                         |
| High Seas Havoc                                                                                  | 1993 | Data East                                                                                       | Actiespel                             |
| Hit the Ice: The Video Hockey League                                                             | 1992 | Taito America Corporation                                                                       | Actiespel Sportspel                   |
| Home Alone                                                                                       | 1992 | Sega                                                                                            | Actiespel Avonturenspel               |
| Home Alone 2: Lost in New York                                                                   | 1993 | Sega                                                                                            | Actiespel                             |
| Honō no Tōkyūji: Dodge Danpei                                                                    | 1992 | Sega                                                                                            | Actiespel Sportspel                   |
| Hook                                                                                             | 1992 | Sony Imagesoft                                                                                  | Actiespel                             |
| The Humans                                                                                       | 1992 | GameTek                                                                                         | Strategiespel                         |
| Hurricanes                                                                                       | 1994 | U.S. Gold                                                                                       | Actiespel                             |
| The Hybrid Front                                                                                 | 1994 | Sega                                                                                            | Strategiespel                         |
| Hyokkori Hyōtanjima: Daitōryō o Mezase!                                                          | 1992 | Sega                                                                                            | Strategiespel                         |
| Hyper Marbles                                                                                    | 1991 | Sega                                                                                            | Actiespel                             |
| Ikasuze! Koi no Doki Doki Penguin Land MD                                                        | 1992 | Sega                                                                                            | Actiespel Strategiespel               |
| IMG International Tour Tennis                                                                    | 1994 | Electronic Arts                                                                                 | Sportspel                             |
| The Immortal                                                                                     | 1991 | Electronic Arts                                                                                 | Actiespel                             |
| The Incredible Crash Dummies                                                                     | 1993 | LJN                                                                                             | Actiespel                             |
| The Incredible Hulk                                                                              | 1994 | Tec Toy Indústria de Brinquedos U.S. Gold                                                       | Actiespel                             |
| Indiana Jones and the Last Crusade: The Action Game                                              | 1992 | U.S. Gold                                                                                       | Actiespel                             |
| Insector X                                                                                       | 1990 | Sage's Creation Hot-B                                                                           | Actiespel                             |
| Instruments of Chaos Starring Young Indiana Jones                                                | 1994 | Sega Tec Toy Indústria de Brinquedos                                                            | Actiespel                             |
| International Rugby                                                                              | 1993 | Domark Group                                                                                    | Sportspel                             |
| International Sensible Soccer                                                                    | 1994 | Sony Imagesoft                                                                                  | Actiespel Sportspel                   |
| International Superstar Soccer Deluxe                                                            | 1996 | Konami Tec Toy Indústria de Brinquedos                                                          | Sportspel                             |
| Ishido: The Way of Stones                                                                        | 1990 | Accolade                                                                                        | Strategiespel                         |
| Ivan 'Ironman' Stewart's Super Off Road                                                          | 1994 | Ballistic                                                                                       | Autoracespel                          |
| Izzy's Quest for the Olympic Rings                                                               | 1995 | U.S. Gold                                                                                       | Actiespel                             |
| Jack Nicklaus' Power Challenge Golf                                                              | 1993 | Accolade                                                                                        | Sportspel                             |
| James Bond 007: The Duel                                                                         | 1993 | Domark Software Tengen                                                                          | Actiespel                             |
| James Pond: Underwater Agent                                                                     | 1991 | Electronic Arts                                                                                 | Actiespel                             |
| James Pond 2: Codename: RoboCod                                                                  | 1991 | Electronic Arts                                                                                 | Actiespel                             |
| James Pond 3: Operation Starfish                                                                 | 1993 | Electronic Arts                                                                                 | Actiespel                             |
| Jammit                                                                                           | 1994 | Virgin Interactive Entertainment                                                                | Sportspel                             |
| Janō Tōryūmon                                                                                    | 1993 | Sega                                                                                            | Strategiespel                         |
| Jantei Monogatari                                                                                | 1991 | Renovation Game                                                                                 | Strategiespel                         |
| Jennifer Capriati Tennis                                                                         | 1992 | Renovation Products                                                                             | Sportspel                             |
| Jeopardy!                                                                                        | 1992 | GameTek                                                                                         | Educatiespel                          |
| Jeopardy! Deluxe Edition                                                                         | 1993 | GameTek                                                                                         | Strategiespel                         |
| Jeopardy! Sports Edition                                                                         | 1994 | GameTek                                                                                         | Strategiespel                         |
| Jewel Master                                                                                     | 1991 | Sega                                                                                            | Actiespel                             |
| Jimmy White's Whirlwind Snooker                                                                  | 1994 | Virgin Games Virgin Interactive Entertainment (Europe)                                          | Sportspel                             |
| J.League Champion Soccer                                                                         | 1993 | Game Arts                                                                                       | Simulatiespel Sportspel               |
| Joe & Mac: Caveman Ninja                                                                         | 1994 | TAKARA Tec Toy Indústria de Brinquedos                                                          | Actiespel                             |
| Joe Montana Football                                                                             | 1990 | Sega                                                                                            | Actiespel Sportspel                   |
| Joe Montana II: Sports Talk Football                                                             | 1991 | Sega                                                                                            | Sportspel                             |
| John Madden Football                                                                             | 1990 | Electronic Arts                                                                                 | Sportspel                             |
| John Madden Football '92                                                                         | 1991 | Electronic Arts                                                                                 | Sportspel                             |
| John Madden Football '93                                                                         | 1992 | Electronic Arts                                                                                 | Sportspel                             |
| John Madden Football '93: Championship Edition                                                   | 1992 | Electronic Arts                                                                                 | Sportspel                             |
| Jordan vs Bird: One on One                                                                       | 1992 | Electronic Arts                                                                                 | Sportspel                             |
| Joshua & the Battle of Jericho                                                                   | 1994 | Wisdom Tree                                                                                     | Actiespel Educatiespel                |
| Judge Dredd                                                                                      | 1995 | Acclaim Acclaim Entertainment                                                                   | Actiespel                             |
| Junction                                                                                         | 1990 | Micronet                                                                                        | Strategiespel                         |
| Jungle Strike                                                                                    | 1993 | Electronic Arts                                                                                 | Actiespel                             |
| Jurassic Park                                                                                    | 1993 | Sega Tec Toy Indústria de Brinquedos                                                            | Actiespel                             |
| Jurassic Park: Rampage Edition                                                                   | 1994 | Sega                                                                                            | Actiespel                             |
| Justice League Task Force                                                                        | 1995 | Acclaim Acclaim Entertainment                                                                   | Actiespel                             |
| Kageki                                                                                           | 1991 | Sage's Creation Hot-B                                                                           | Actiespel                             |
| Kawasaki Superbike Challenge                                                                     | 1995 | Time Warner Interactive                                                                         | Autoracespel                          |
| Kick Off 3: European Challenge                                                                   | 1994 | Vic Tokai Europe                                                                                | Sportspel                             |
| Kid Chameleon                                                                                    | 1992 | Sega                                                                                            | Actiespel                             |
| Kidō Keisatsu Patlabor: 98-Shiki Kidō seyo!                                                      | 1992 | MA-BA Corp                                                                                      | RPG                                   |
| The Killing Game Show                                                                            | 1991 | Electronic Arts                                                                                 | Actiespel                             |
| King of the Monsters                                                                             | 1993 | TAKARA U.S.A.CORP. Sega                                                                         | Actiespel                             |
| King of the Monsters 2                                                                           | 1994 | TAKARA U.S.A.CORP.                                                                              | Actiespel                             |
| King Salmon: The Big Catch                                                                       | 1992 | Sega                                                                                            | Simulatiespel Sportspel               |
| King's Bounty                                                                                    | 1991 | Electronic Arts                                                                                 | Strategiespel                         |
| Kishi Densetsu                                                                                   | 1993 | Kodansha                                                                                        | Simulatiespel                         |
| Kiss Shot                                                                                        | 1992 | Sega                                                                                            | Sportspel                             |
| Klax                                                                                             | 1990 | Namco Limited Tengen                                                                            | Actiespel Strategiespel               |
| Krusty's Fun House                                                                               | 1992 | Acclaim Entertainment                                                                           | Actiespel                             |
| Kyūkai Dōchūki                                                                                   | 1991 | Namco Limited                                                                                   | Sportspel                             |
| Lakers versus Celtics and the NBA Playoffs                                                       | 1990 | Electronic Arts                                                                                 | Sportspel                             |
| Landstalker: Treasure of King Nole                                                               | 1992 | Sega                                                                                            | Actiespel                             |
| Langrisser II                                                                                    | 1994 | Masaya                                                                                          | RPG Strategiespel                     |
| Last Action Hero                                                                                 | 1993 | Sony Imagesoft                                                                                  | Actiespel Autoracespel                |
| Last Battle                                                                                      | 1989 | Sega Tec Toy Indústria de Brinquedos                                                            | Actiespel                             |
| The Lawnmower Man                                                                                | 1994 | Time Warner Interactive                                                                         | Actiespel                             |
| Leander                                                                                          | 1992 | Electronic Arts                                                                                 | Actiespel                             |
| Legend of Wukong                                                                                 | 2008 | Super Fighter Team                                                                              | RPG                                   |
| Lemmings                                                                                         | 1992 | Sega Sun Corporation of America Sun Electronics                                                 | Strategiespel                         |
| Lemmings 2: The Tribes                                                                           | 1994 | Psygnosis Limited                                                                               | Strategiespel                         |
| Lethal Enforcers                                                                                 | 1993 | Konami                                                                                          | Actiespel                             |
| Lethal Enforcers II: Gun Fighters                                                                | 1994 | Konami                                                                                          | Actiespel                             |
| LHX: Attack Chopper                                                                              | 1992 | Electronic Arts                                                                                 | Actiespel Simulatiespel               |
| Liberty or Death                                                                                 | 1994 | KOEI                                                                                            | Strategiespel                         |
| Light Crusader                                                                                   | 1995 | Sega                                                                                            | Actiespel                             |
| Lightening Force: Quest for the Darkstar                                                         | 1992 | Sega Technosoft                                                                                 | Actiespel                             |
| The Lion King                                                                                    | 1994 | Virgin Interactive Entertainment                                                                | Actiespel                             |
| Lord Monarch                                                                                     | 1994 | SEGA Corporation                                                                                | Strategiespel                         |
| The Lost Vikings                                                                                 | 1993 | Ballistic Interplay Productions                                                                 | Actiespel Strategiespel               |
| The Lost World: Jurassic Park                                                                    | 1997 | Sega                                                                                            | Actiespel                             |
| Lotus: The Ultimate Challenge                                                                    | 1993 | Electronic Arts                                                                                 | Autoracespel                          |
| Lotus Turbo Challenge 2                                                                          | 1992 | Electronic Arts                                                                                 | Autoracespel                          |
| M6                                                                                               | 1995 | Sega                                                                                            | Compilatiespel                        |
| Madden NFL '94                                                                                   | 1993 | Electronic Arts                                                                                 | Sportspel                             |
| Madden NFL 95                                                                                    | 1994 | Electronic Arts                                                                                 | Sportspel                             |
| Madden NFL 96                                                                                    | 1995 | Electronic Arts                                                                                 | Sportspel                             |
| Madden NFL 97                                                                                    | 1996 | Electronic Arts                                                                                 | Sportspel                             |
| Madden NFL 98                                                                                    | 1997 | THQ Electronic Arts                                                                             | Sportspel                             |
| Madō Monogatari I                                                                                | 1996 | Compile                                                                                         | RPG                                   |
| Magical Hat no Buttobi Turbo! Daibōken                                                           | 1990 | Sega                                                                                            | Actiespel                             |
| Magical Taruruuto-kun                                                                            | 1992 | Sega                                                                                            | Actiespel                             |
| Mahjong Cop Ryū                                                                                  | 1989 | Sega                                                                                            | Avonturenspel Strategiespel           |
| Mallet Legend's Whac-A-Critter                                                                   | 1993 | Realtec Corporation                                                                             | Actiespel                             |
| Mamono Hunter Yōko: Dai 7 no Keishō                                                              | 1991 | Masaya                                                                                          | Actiespel                             |
| Marble Madness                                                                                   | 1991 | Tengen Electronic Arts                                                                          | Actiespel                             |
| Mario Andretti Racing                                                                            | 1994 | Electronic Arts                                                                                 | Actiespel Autoracespel                |
| Mario Lemieux Hockey                                                                             | 1991 | Sega                                                                                            | Sportspel                             |
| Marko                                                                                            | 1994 | Domark Software                                                                                 | Actiespel                             |
| Marsupilami                                                                                      | 1995 | Sega                                                                                            | Actiespel                             |
| Marvel Land                                                                                      | 1991 | Sega Namco Limited Namco Hometek                                                                | Actiespel                             |
| Mary Shelley's Frankenstein                                                                      | 1994 | Sony Imagesoft                                                                                  | Actiespel                             |
| Master of Monsters                                                                               | 1991 | Toshiba-EMI Renovation Products                                                                 | Strategiespel                         |
| Master of Weapon                                                                                 | 1991 | Taito Corporation                                                                               | Actiespel                             |
| Maten no Sōmetsu                                                                                 | 1993 | Kodansha                                                                                        | RPG                                   |
| Math Blaster: Episode One - In Search of Spot                                                    | 1994 | Davidson & Associates                                                                           | Educatiespel                          |
| Maui Mallard in Cold Shadow                                                                      | 1995 | Disney Interactive                                                                              | Actiespel                             |
| Mazin Saga: Mutant Fighter                                                                       | 1993 | Sega Vic Tokai                                                                                  | Actiespel                             |
| McDonald's Treasure Land Adventure                                                               | 1993 | Sega Tec Toy Indústria de Brinquedos                                                            | Actiespel                             |
| Medal City                                                                                       | 1991 | Sega                                                                                            | Simulatiespel                         |
| Mega Bomberman                                                                                   | 1994 | Sega Tec Toy Indústria de Brinquedos                                                            | Actiespel                             |
| Mega Games 10                                                                                    | 2002 | Tec Toy                                                                                         | Compilatiespel                        |
| Mega Games 2                                                                                     | 1993 | Sega                                                                                            | Compilatiespel                        |
| Mega Games 3                                                                                     | 1993 | Sega                                                                                            | Compilatiespel                        |
| Mega Games 6 Vol. 1                                                                              | 1995 | Sega                                                                                            | Compilatiespel                        |
| Mega Games 6 Vol. 2                                                                              | 1995 | Sega                                                                                            | Compilatiespel                        |
| Mega Games 6 Vol. 3                                                                              | 1995 | Sega                                                                                            | Compilatiespel                        |
| Mega lo Mania                                                                                    | 1992 | CSK Research Institute Virgin Games                                                             | Strategiespel                         |
| Mega Man: The Wily Wars                                                                          | 1994 | Capcom                                                                                          | Actiespel                             |
| Megamind                                                                                         | 1991 | Sega                                                                                            | Strategiespel                         |
| Megapanel                                                                                        | 1990 | Namco Limited                                                                                   | Actiespel Strategiespel               |
| Menacer 6-Game Cartridge                                                                         | 1992 | Sega                                                                                            | Actiespel                             |
| Menghuan Shuiguo Pan: 777 Casino                                                                 | 1993 | City Man                                                                                        | Simulatiespel                         |
| Mercs                                                                                            | 1991 | Sega                                                                                            | Actiespel                             |
| Metal Fangs                                                                                      | 1993 | Victor Entertainment                                                                            | Actiespel Autoracespel                |
| Michael Jackson's Moonwalker                                                                     | 1990 | Sega                                                                                            | Actiespel                             |
| Mickey Mania                                                                                     | 1994 | Sega Sony Electronic Publishing                                                                 | Actiespel                             |
| Mickey's Ultimate Challenge                                                                      | 1994 | Hi-Tech Expressions                                                                             | Strategiespel                         |
| Mick & Mack as the Global Gladiators                                                             | 1993 | Virgin Games                                                                                    | Actiespel                             |
| Micro Machines                                                                                   | 1993 | The Codemasters Software Company Limited                                                        | Autoracespel                          |
| Micro Machines 2: Turbo Tournament                                                               | 1994 | The Codemasters Software Company Limited                                                        | Actiespel Autoracespel                |
| Micro Machines: Military                                                                         | 1996 | The Codemasters Software Company Limited                                                        | Actiespel Autoracespel                |
| Micro Machines: Turbo Tournament 96                                                              | 1995 | Codemasters                                                                                     | Actiespel Autoracespel                |
| Midnight Resistance                                                                              | 1990 | Sega Data East                                                                                  | Actiespel                             |
| MiG-29: Fighter Pilot                                                                            | 1993 | Domark Software Tengen                                                                          | Simulatiespel                         |
| Might and Magic II: Gates to Another World                                                       | 1991 | Electronic Arts                                                                                 | RPG                                   |
| Mighty Morphin Power Rangers                                                                     | 1994 | Sega                                                                                            | Actiespel                             |
| Mighty Morphin Power Rangers: The Movie                                                          | 1995 | Sega                                                                                            | Actiespel                             |
| Mike Ditka Ultimate Football                                                                     | 1991 | Ballistic                                                                                       | Sportspel                             |
| Minnesota Fats: Pool Legend                                                                      | 1995 | Data East                                                                                       | Simulatiespel Sportspel               |
| The Miracle Piano Teaching System                                                                | 1992 | The Software Toolworks                                                                          | Educatiespel                          |
| MLBPA Baseball                                                                                   | 1994 | Electronic Arts                                                                                 | Sportspel                             |
| Monopoly                                                                                         | 1992 | Parker Brothers                                                                                 | Strategiespel                         |
| Monster World IV                                                                                 | 1994 | Sega                                                                                            | Actiespel                             |
| Mortal Kombat                                                                                    | 1993 | Tec Toy Indústria de Brinquedos Acclaim Acclaim Entertainment                                   | Actiespel                             |
| Mortal Kombat 3                                                                                  | 1995 | Williams Entertainment                                                                          | Actiespel                             |
| Mortal Kombat II                                                                                 | 1994 | Acclaim Entertainment                                                                           | Actiespel                             |
| Mr. Nutz                                                                                         | 1994 | Ocean Software                                                                                  | Actiespel                             |
| Ms. Pac-Man                                                                                      | 1991 | Tengen                                                                                          | Actiespel                             |
| MTV's Beavis and Butt-Head                                                                       | 1994 | Viacom New Media                                                                                | Actiespel                             |
| Muhammad Ali Heavyweight Boxing                                                                  | 1992 | Virgin Games                                                                                    | Sportspel                             |
| M.U.S.H.A.                                                                                       | 1990 | Toaplan Seismic Software                                                                        | Actiespel                             |
| Mutant League Football                                                                           | 1993 | Electronic Arts                                                                                 | Sportspel                             |
| Mutant League Hockey                                                                             | 1994 | Electronic Arts                                                                                 | Actiespel Sportspel                   |
| Mystical Fighter                                                                                 | 1991 | DreamWorks Taito Corporation                                                                    | Actiespel                             |
| Mystic Defender                                                                                  | 1989 | Sega                                                                                            | Actiespel                             |
| Nakajima Satoru Kanshū F-1 Grand Prix                                                            | 1991 | Varie Corporation                                                                               | Autoracespel Simulatiespel            |
| Nakajima Satoru Kanshū F1 Super License                                                          | 1992 | Varie Corporation                                                                               | Autoracespel                          |
| NBA Action '94                                                                                   | 1994 | Sega Tec Toy Indústria de Brinquedos                                                            | Sportspel                             |
| NBA Action '95 starring David Robinson                                                           | 1995 | Sega                                                                                            | Sportspel                             |
| NBA All-Star Challenge                                                                           | 1992 | Flying Edge                                                                                     | Sportspel                             |
| NBA Hang Time                                                                                    | 1996 | Midway Tec Toy Indústria de Brinquedos                                                          | Sportspel                             |
| NBA Jam                                                                                          | 1994 | Arena Entertainment Acclaim                                                                     | Actiespel Sportspel                   |
| NBA Jam Tournament Edition                                                                       | 1994 | Acclaim Entertainment                                                                           | Actiespel Sportspel                   |
| NBA Live 95                                                                                      | 1994 | Electronic Arts                                                                                 | Sportspel                             |
| NBA Live 96                                                                                      | 1995 | Electronic Arts                                                                                 | Sportspel                             |
| NBA Live 97                                                                                      | 1996 | Electronic Arts                                                                                 | Sportspel                             |
| NBA Live 98                                                                                      | 1997 | THQ                                                                                             | Sportspel                             |
| NBA Showdown                                                                                     | 1994 | Electronic Arts                                                                                 | Sportspel                             |
| NCAA Final Four Basketball                                                                       | 1994 | Mindscape                                                                                       | Sportspel                             |
| NCAA Football                                                                                    | 1994 | Mindscape                                                                                       | Sportspel                             |
| New Horizons                                                                                     | 1994 | KOEI                                                                                            | Simulatiespel Strategiespel           |
| Newman/Haas IndyCar featuring Nigel Mansell                                                      | 1994 | Acclaim Acclaim Entertainment                                                                   | Autoracespel                          |
| The New Zealand Story                                                                            | 1990 | Taito Corporation                                                                               | Actiespel                             |
| NFL '95                                                                                          | 1994 | Sega                                                                                            | Sportspel                             |
| NFL 98                                                                                           | 1997 | Sega                                                                                            | Sportspel                             |
| NFL Football '94 starring Joe Montana                                                            | 1993 | Sega Tec Toy Indústria de Brinquedos                                                            | Sportspel                             |
| NFL Quarterback Club                                                                             | 1994 | Acclaim Acclaim Entertainment                                                                   | Sportspel                             |
| NFL Quarterback Club 96                                                                          | 1995 | Acclaim Entertainment                                                                           | Sportspel                             |
| NFL Sports Talk Football '93 Starring Joe Montana                                                | 1992 | Sega                                                                                            | Sportspel                             |
| NHL '94                                                                                          | 1993 | Electronic Arts                                                                                 | Sportspel                             |
| NHL 95                                                                                           | 1994 | Electronic Arts                                                                                 | Sportspel                             |
| NHL 96                                                                                           | 1995 | Electronic Arts                                                                                 | Sportspel                             |
| NHL 97                                                                                           | 1996 | Electronic Arts                                                                                 | Actiespel Simulatiespel Sportspel     |
| NHL 98                                                                                           | 1997 | THQ                                                                                             | Sportspel                             |
| NHL All-Star Hockey '95                                                                          | 1995 | Sega                                                                                            | Simulatiespel Sportspel               |
| NHL Hockey                                                                                       | 1991 | Electronic Arts                                                                                 | Sportspel                             |
| NHLPA Hockey '93                                                                                 | 1992 | Electronic Arts                                                                                 | Sportspel                             |
| Nickelodeon: Aaahh!!! Real Monsters                                                              | 1995 | Viacom New Media                                                                                | Actiespel                             |
| Nigel Mansell's World Championship Racing                                                        | 1993 | Konami GameTek                                                                                  | Autoracespel                          |
| Nightmare Circus                                                                                 | 1995 | Tec Toy Indústria de Brinquedos                                                                 | Actiespel                             |
| Ninja Burai Densetsu                                                                             | 1991 | Sega                                                                                            | Strategiespel                         |
| Nintendo World Cup                                                                               | 1992 | PAL SOFT                                                                                        | Sportspel                             |
| Nobunaga no Yabō: Haōden                                                                         | 1994 | KOEI                                                                                            | Strategiespel                         |
| Nobunaga's Ambition                                                                              | 1993 | KOEI                                                                                            | Strategiespel                         |
| Nobunaga's Ambition: Lord of Darkness                                                            | 1991 | KOEI                                                                                            | Strategiespel                         |
| No Escape                                                                                        | 1994 | Psygnosis Limited                                                                               | Actiespel                             |
| Normy's Beach Babe-O-Rama                                                                        | 1994 | Electronic Arts                                                                                 | Actiespel                             |
| Olympic Gold: Barcelona '92                                                                      | 1992 | Sega U.S. Gold                                                                                  | Sportspel                             |
| Olympic Summer Games                                                                             | 1996 | U.S. Gold                                                                                       | Sportspel                             |
| Onslaught                                                                                        | 1991 | Ballistic                                                                                       | Actiespel                             |
| The Ooze                                                                                         | 1995 | Sega                                                                                            | Actiespel                             |
| Operation Europe: Path to Victory 1939-45                                                        | 1993 | KOEI                                                                                            | Simulatiespel Strategiespel           |
| Osomatsu-kun: Hachamecha Gekijō                                                                  | 1988 | Sega                                                                                            | Actiespel                             |
| The Ottifants                                                                                    | 1993 | Sega                                                                                            | Actiespel                             |
| Outlander                                                                                        | 1992 | Mindscape                                                                                       | Actiespel Autoracespel                |
| Out of This World                                                                                | 1992 | Virgin Games                                                                                    | Actiespel                             |
| OutRun                                                                                           | 1991 | Sega                                                                                            | Autoracespel                          |
| OutRun 2019                                                                                      | 1993 | Sega SIMS                                                                                       | Actiespel Autoracespel                |
| OutRunners                                                                                       | 1994 | Sega Data East                                                                                  | Autoracespel                          |
| Pac-Attack                                                                                       | 1993 | Namco Hometek                                                                                   | Strategiespel                         |
| Pachinko Kuunyan                                                                                 | 1992 | Soft Vision International                                                                       | Simulatiespel                         |
| Pac-Man 2: The New Adventures                                                                    | 1994 | Namco Hometek                                                                                   | Avonturenspel                         |
| Pac-Mania                                                                                        | 1991 | Tengen                                                                                          | Actiespel                             |
| Paddle Fighter                                                                                   | 1991 | Sega                                                                                            | Actiespel                             |
| The Pagemaster                                                                                   | 1994 | Fox Interactive                                                                                 | Actiespel                             |
| Panorama Cotton                                                                                  | 1994 | Sun Corporation                                                                                 | Actiespel                             |
| Paperboy                                                                                         | 1991 | Tengen                                                                                          | Actiespel                             |
| Paperboy 2                                                                                       | 1992 | Tengen                                                                                          | Actiespel                             |
| Party Quiz: Mega Q                                                                               | 1993 | Sega                                                                                            | Strategiespel                         |
| Pat Riley Basketball                                                                             | 1990 | Sega                                                                                            | Actiespel Sportspel                   |
| Pelé!                                                                                            | 1993 | Accolade                                                                                        | Simulatiespel Sportspel               |
| Pelé II: World Tournament Soccer                                                                 | 1994 | Accolade                                                                                        | Actiespel Sportspel                   |
| Pepenga Pengo                                                                                    | 1995 | Sega                                                                                            | Actiespel                             |
| Pete Sampras Tennis                                                                              | 1994 | The Codemasters Software Company Limited                                                        | Sportspel                             |
| Pete Sampras Tennis 96                                                                           | 1995 | Codemasters                                                                                     | Sportspel                             |
| PGA European Tour                                                                                | 1994 | Electronic Arts                                                                                 | Simulatiespel Sportspel               |
| PGA Tour 96                                                                                      | 1995 | Electronic Arts                                                                                 | Sportspel                             |
| PGA Tour Golf                                                                                    | 1991 | Electronic Arts                                                                                 | Sportspel                             |
| PGA Tour Golf II                                                                                 | 1992 | Electronic Arts                                                                                 | Sportspel                             |
| PGA Tour Golf III                                                                                | 1994 | Electronic Arts                                                                                 | Simulatiespel Sportspel Strategiespel |
| Phantasy Star                                                                                    | 1994 | Sega                                                                                            | RPG                                   |
| Phantasy Star II                                                                                 | 1989 | Sega Tec Toy Indústria de Brinquedos                                                            | RPG                                   |
| Phantasy Star III: Generations of Doom                                                           | 1990 | Sega Tec Toy Indústria de Brinquedos                                                            | RPG                                   |
| Phantasy Star II Text Adventure: Amia no Bōken                                                   | 1990 | Sega                                                                                            | Avonturenspel                         |
| Phantasy Star II Text Adventure: Anne no Bōken                                                   | 1991 | Sega                                                                                            | Avonturenspel                         |
| Phantasy Star II Text Adventure: Eusis no Bōken                                                  | 1991 | Sega                                                                                            | Avonturenspel                         |
| Phantasy Star II Text Adventure: Huey no Bōken                                                   | 1991 | Sega                                                                                            | Avonturenspel                         |
| Phantasy Star II Text Adventure: Kinds no Bōken                                                  | 1990 | Sega                                                                                            | Avonturenspel                         |
| Phantasy Star II Text Adventure: Nei no Bōken                                                    | 1991 | Sega                                                                                            | Avonturenspel                         |
| Phantasy Star II Text Adventure: Rudger no Bōken                                                 | 1991 | Sega                                                                                            | Avonturenspel                         |
| Phantasy Star II Text Adventure: Shilka no Bōken                                                 | 1990 | Sega                                                                                            | Avonturenspel                         |
| Phantasy Star IV                                                                                 | 1993 | Sega                                                                                            | RPG                                   |
| Phantom 2040                                                                                     | 1995 | Viacom New Media                                                                                | Actiespel                             |
| Phelios                                                                                          | 1990 | Namco Limited Namco Hometek                                                                     | Actiespel                             |
| Pier Solar and the Great Architects                                                              | 2010 | WaterMelon Corporation                                                                          | RPG                                   |
| Pigskin 621 AD                                                                                   | 1992 | RazorSoft                                                                                       | Sportspel                             |
| Pink Goes to Hollywood                                                                           | 1993 | TecMagik Entertainment                                                                          | Actiespel                             |
| Pinocchio                                                                                        | 1995 | Virgin Interactive Entertainment Sega Buena Vista Games                                         | Actiespel                             |
| Pirates! Gold                                                                                    | 1993 | MicroProse Software                                                                             | Actiespel Simulatiespel Strategiespel |
| The Pirates of Dark Water                                                                        | 1994 | Sun Corporation of America Sun Corporation                                                      | Actiespel                             |
| Pitfall: The Mayan Adventure                                                                     | 1994 | Activision Tec Toy Indústria de Brinquedos                                                      | Actiespel                             |
| Pit-Fighter                                                                                      | 1991 | Tengen                                                                                          | Actiespel                             |
| Populous                                                                                         | 1990 | Sega Electronic Arts                                                                            | Strategiespel                         |
| Populous II: Trials of the Olympian Gods                                                         | 1992 | Virgin Games                                                                                    | Strategiespel                         |
| Powerball                                                                                        | 1991 | Namco Limited Namco Hometek                                                                     | Sportspel                             |
| Power Drive                                                                                      | 1994 | Tec Toy Indústria de Brinquedos U.S. Gold                                                       | Actiespel Autoracespel                |
| Power Instinct                                                                                   | 1994 | Atlus                                                                                           | Actiespel                             |
| PowerMonger                                                                                      | 1992 | Electronic Arts                                                                                 | Strategiespel                         |
| Predator 2                                                                                       | 1992 | Arena Entertainment                                                                             | Actiespel                             |
| Premier Manager                                                                                  | 1995 | Gremlin Interactive                                                                             | Sportspel                             |
| Premier Manager 97                                                                               | 1996 | Gremlin Interactive                                                                             | Sportspel                             |
| Primal Rage                                                                                      | 1995 | Time Warner Interactive                                                                         | Actiespel                             |
| Prime Time NFL Football starring Deion Sanders                                                   | 1996 | Sega                                                                                            | Sportspel                             |
| Prince of Persia                                                                                 | 1993 | Domark Software Tengen                                                                          | Actiespel                             |
| Pro Quarterback                                                                                  | 1992 | Tradewest                                                                                       | Sportspel                             |
| Pro Striker                                                                                      | 1993 | Sega                                                                                            | Sportspel                             |
| Pro Striker 2                                                                                    | 1994 | Sega                                                                                            | Sportspel                             |
| Pro Striker: Final Stage                                                                         | 1995 | Sega                                                                                            | Sportspel                             |
| Pro Striker Perfect                                                                              | 1993 | Sega                                                                                            | Sportspel                             |
| Pro Yakyū Super League '91                                                                       | 1991 | Sega                                                                                            | Sportspel                             |
| Psycho Pinball                                                                                   | 1995 | The Codemasters Software Company Limited                                                        | Actiespel                             |
| Psy-O-Blade                                                                                      | 1990 | Sigma Enterprises                                                                               | Avonturenspel                         |
| P.T.O.: Pacific Theater of Operations                                                            | 1992 | KOEI                                                                                            | Educatiespel Strategiespel            |
| Puggsy                                                                                           | 1993 | Psygnosis Limited                                                                               | Actiespel                             |
| Pulseman                                                                                         | 1994 | Sega                                                                                            | Actiespel                             |
| The Punisher                                                                                     | 1994 | Capcom U.S.A.                                                                                   | Actiespel                             |
| Putter Golf                                                                                      | 1990 | Sega                                                                                            | Sportspel                             |
| Puyo Puyo                                                                                        | 1992 | Sega                                                                                            | Strategiespel                         |
| Puyo Puyo 2                                                                                      | 1994 | Sega                                                                                            | Strategiespel                         |
| Puzzle & Action: Ichidant-R                                                                      | 1995 | Sega                                                                                            | Actiespel                             |
| Puzzle & Action: Tant-R                                                                          | 1994 | Sega                                                                                            | Actiespel                             |
| Pyramid Magic                                                                                    | 1991 | Sega                                                                                            | Actiespel Strategiespel               |
| Pyramid Magic II                                                                                 | 1991 | Sega                                                                                            | Actiespel Simulatiespel               |
| Pyramid Magic III                                                                                | 1991 | Sega                                                                                            | Actiespel Strategiespel               |
| Pyramid Magic Special                                                                            | 1991 | Sega                                                                                            | Actiespel Strategiespel               |
| QuackShot starring Donald Duck                                                                   | 1991 | Sega                                                                                            | Actiespel                             |
| Quad Challenge                                                                                   | 1991 | Namco Limited Namco Hometek                                                                     | Autoracespel                          |
| Race Drivin'                                                                                     | 1993 | Tengen                                                                                          | Autoracespel Simulatiespel            |
| Radical Rex                                                                                      | 1994 | Activision                                                                                      | Actiespel                             |
| Raiden                                                                                           | 1991 | Micronet Bignet U.S.A.                                                                          | Actiespel                             |
| Rainbow Islands Extra                                                                            | 1990 | Taito Corporation                                                                               | Actiespel                             |
| Rambo III                                                                                        | 1989 | Sega                                                                                            | Actiespel                             |
| Rampart                                                                                          | 1991 | Tengen                                                                                          | Actiespel Strategiespel               |
| Ranger X                                                                                         | 1993 | Sega                                                                                            | Actiespel                             |
| Rastan Saga II                                                                                   | 1990 | Taito Corporation                                                                               | Actiespel                             |
| R.B.I. Baseball 3                                                                                | 1991 | Tengen                                                                                          | Sportspel                             |
| R.B.I. Baseball 4                                                                                | 1992 | Tengen                                                                                          | Sportspel                             |
| R.B.I. Baseball '93                                                                              | 1993 | Tengen                                                                                          | Simulatiespel Sportspel               |
| R.B.I. Baseball '94                                                                              | 1994 | Tengen                                                                                          | Sportspel                             |
| R.C. Pro-Am                                                                                      | 1992 | Tradewest                                                                                       | Actiespel Autoracespel                |
| Red Zone                                                                                         | 1994 | Time Warner Interactive                                                                         | Actiespel                             |
| The Ren & Stimpy Show: Stimpy's Invention                                                        | 1993 | Sega                                                                                            | Actiespel                             |
| Rent A Hero                                                                                      | 1991 | Sega                                                                                            | Actiespel RPG                         |
| The Revenge of Shinobi                                                                           | 1989 | Sega                                                                                            | Actiespel                             |
| Revolution X                                                                                     | 1995 | Acclaim Entertainment                                                                           | Actiespel                             |
| Richard Scarry's BusyTown                                                                        | 1994 | Sega                                                                                            | Avonturenspel Educatiespel            |
| Riddle Wired: Quiz Dokusen Kigyō no Hōkai                                                        | 1991 | Sega                                                                                            | Strategiespel                         |
| Rings of Power                                                                                   | 1991 | Electronic Arts                                                                                 | RPG                                   |
| Rise of the Robots                                                                               | 1994 | Acclaim Entertainment                                                                           | Actiespel                             |
| RISK: Parker Brothers' World Conquest Game                                                       | 1994 | Parker Brothers                                                                                 | Strategiespel                         |
| Risky Woods                                                                                      | 1992 | Electronic Arts                                                                                 | Actiespel                             |
| Ristar                                                                                           | 1995 | Sega                                                                                            | Actiespel                             |
| RoadBlasters                                                                                     | 1991 | Tengen                                                                                          | Actiespel Autoracespel                |
| Road Rash                                                                                        | 1991 | Electronic Arts                                                                                 | Actiespel Autoracespel                |
| Road Rash 3                                                                                      | 1995 | Electronic Arts                                                                                 | Autoracespel                          |
| Road Rash II                                                                                     | 1992 | Electronic Arts                                                                                 | Autoracespel Simulatiespel            |
| RoboCop 3                                                                                        | 1993 | Flying Edge                                                                                     | Actiespel                             |
| RoboCop versus The Terminator                                                                    | 1993 | Virgin Games Virgin Interactive Entertainment (Europe) Virgin Interactive Entertainment (Japan) | Actiespel                             |
| Robot Battler                                                                                    | 1991 | Sega                                                                                            | Actiespel Simulatiespel               |
| Rocket Knight Adventures                                                                         | 1993 | Konami                                                                                          | Actiespel                             |
| Rock 'n Roll Racing                                                                              | 1994 | Interplay Productions                                                                           | Autoracespel                          |
| Roger Clemens MVP Baseball                                                                       | 1992 | Flying Edge                                                                                     | Sportspel                             |
| Rolling Thunder 2                                                                                | 1991 | Namco Limited Namco Hometek                                                                     | Actiespel                             |
| Rolling Thunder 3                                                                                | 1993 | Namco Hometek                                                                                   | Actiespel                             |
| Rolo to the Rescue                                                                               | 1992 | Electronic Arts                                                                                 | Actiespel                             |
| Romance of the Three Kingdoms II                                                                 | 1991 | KOEI                                                                                            | Strategiespel                         |
| Romance of the Three Kingdoms III: Dragon of Destiny                                             | 1992 | KOEI                                                                                            | Strategiespel                         |
| Romance of the Three Kingdoms V                                                                  | 1997 | SKOB                                                                                            | Strategiespel                         |
| Rugby World Cup 95                                                                               | 1994 | Electronic Arts                                                                                 | Sportspel                             |
| Saban's VR Troopers                                                                              | 1995 | Sega                                                                                            | Actiespel                             |
| Sagaia                                                                                           | 1990 | Taito Corporation                                                                               | Actiespel                             |
| Saint Sword                                                                                      | 1991 | Taito Corporation Taito America Corporation                                                     | Actiespel                             |
| Samurai Shodown                                                                                  | 1994 | TAKARA U.S.A.CORP. Sega                                                                         | Actiespel                             |
| Sangokushi Retsuden: Ransei no Eiyūtachi                                                         | 1991 | Sega                                                                                            | Simulatiespel Strategiespel           |
| Sansan                                                                                           | 1994 | Sansan                                                                                          | Strategiespel                         |
| Saturday Night Slam Masters                                                                      | 1994 | Capcom U.S.A.                                                                                   | Actiespel Sportspel                   |
| Scholastic's The Magic School Bus: Space Exploration Game                                        | 1995 | Sega                                                                                            | Educatiespel                          |
| Scooby-Doo Mystery                                                                               | 1995 | Sun Corporation of America Acclaim Entertainment                                                | Avonturenspel                         |
| SeaQuest DSV                                                                                     | 1994 | Black Pearl Software                                                                            | Actiespel                             |
| Second Samurai                                                                                   | 1994 | Psygnosis Limited                                                                               | Actiespel                             |
| SEGA Sports 1                                                                                    | 1995 | Sega                                                                                            | Compilatiespel                        |
| Sega Top Five                                                                                    | 1997 | Tec Toy Indústria de Brinquedos                                                                 | Compilatiespel                        |
| Sensible Soccer: European Champions: 92/93 Edition                                               | 1993 | Sony Imagesoft                                                                                  | Actiespel Sportspel                   |
| Sesame Street: Counting Cafe                                                                     | 1994 | Electronic Arts                                                                                 | Actiespel Educatiespel                |
| Shadow Blasters                                                                                  | 1990 | Sage's Creation Sigma Enterprises                                                               | Actiespel                             |
| Shadow Dancer: The Secret of Shinobi                                                             | 1990 | Sega                                                                                            | Actiespel                             |
| Shadow of the Beast                                                                              | 1991 | Electronic Arts Victor Musical Industries                                                       | Actiespel                             |
| Shadow of the Beast II                                                                           | 1992 | Electronic Arts Psygnosis Limited                                                               | Actiespel                             |
| Shadowrun                                                                                        | 1994 | Sega                                                                                            | Actiespel RPG                         |
| Shane Warne Cricket                                                                              | 1996 | The Codemasters Software Company Limited                                                        | Sportspel                             |
| Shanghai II: Dragon's Eye                                                                        | 1994 | Activision                                                                                      | Strategiespel                         |
| Shaq Fu                                                                                          | 1994 | Electronic Arts                                                                                 | Actiespel                             |
| Shi-Kin-Joh                                                                                      | 1991 | Sun Electronics                                                                                 | Strategiespel                         |
| Shining Force                                                                                    | 1992 | Sega                                                                                            | RPG Strategiespel                     |
| Shining Force II                                                                                 | 1993 | Sega                                                                                            | RPG Strategiespel                     |
| Shining in the Darkness                                                                          | 1991 | Sega Tec Toy Indústria de Brinquedos                                                            | RPG                                   |
| Shinobi III: Return of the Ninja Master                                                          | 1993 | Sega                                                                                            | Actiespel                             |
| Shōgi no Hoshi                                                                                   | 1991 | Home Data                                                                                       | Strategiespel                         |
| Shove It! The Warehouse Game                                                                     | 1990 | DreamWorks Masaya                                                                               | Strategiespel                         |
| Show do Milhão                                                                                   | 2001 | Tec Toy                                                                                         | Simulatiespel                         |
| Show do Milhão Volume 2                                                                          | 2001 | Tec Toy                                                                                         | Simulatiespel                         |
| Shuihuzhuan                                                                                      | 1996 | ChuanPu Technical                                                                               | RPG Strategiespel                     |
| Shura no Mon                                                                                     | 1992 | Sega                                                                                            | Avonturenspel Strategiespel           |
| Side Pocket                                                                                      | 1992 | Data East                                                                                       | Simulatiespel Sportspel               |
| The Simpsons: Bart's Nightmare                                                                   | 1993 | Flying Edge                                                                                     | Actiespel                             |
| The Simpsons: Bart vs. the Space Mutants                                                         | 1992 | Flying Edge                                                                                     | Actiespel                             |
| Sink or Swim                                                                                     | 1994 | Codemasters                                                                                     | Strategiespel                         |
| Skeleton Krew                                                                                    | 1995 | Core Design Front Street Publishing                                                             | Actiespel                             |
| Skitchin'                                                                                        | 1994 | Tec Toy Indústria de Brinquedos Electronic Arts                                                 | Autoracespel Sportspel                |
| Slam Dunk: Kyōgō Makkō Taiketsu!                                                                 | 1995 | Bandai                                                                                          | Sportspel                             |
| Slap Fight MD                                                                                    | 1993 | Tengen                                                                                          | Actiespel                             |
| Smash T.V.                                                                                       | 1991 | Flying Edge                                                                                     | Actiespel                             |
| The Smurfs                                                                                       | 1994 | Infogrames Europe                                                                               | Actiespel                             |
| The Smurfs Travel the World                                                                      | 1996 | Infogrames Europe                                                                               | Actiespel                             |
| Snake Rattle 'n' Roll                                                                            | 1993 | Sega                                                                                            | Actiespel                             |
| Snow Brothers                                                                                    | 1993 | Tengen                                                                                          | Actiespel                             |
| Socket                                                                                           | 1993 | Vic Tokai Vic Tokai Corporation                                                                 | Actiespel                             |
| Soldiers of Fortune                                                                              | 1993 | Spectrum Holobyte MicroProse                                                                    | Actiespel                             |
| Sol-Feace                                                                                        | 1992 | Renovation Products                                                                             | Actiespel                             |
| Sonic 3D Blast                                                                                   | 1996 | Sega                                                                                            | Actiespel                             |
| Sonic Classics                                                                                   | 1995 | Sega Majesco Sales Tec Toy Indústria de Brinquedos                                              | Compilatiespel                        |
| Sonic Eraser                                                                                     | 1991 | Sega                                                                                            | Actiespel Strategiespel               |
| Sonic & Knuckles                                                                                 | 1994 | Sega                                                                                            | Actiespel                             |
| Sonic the Hedgehog                                                                               | 1991 | Sega Tec Toy Indústria de Brinquedos                                                            | Actiespel                             |
| Sonic the Hedgehog 2                                                                             | 1992 | Sega                                                                                            | Actiespel                             |
| Sonic the Hedgehog 3                                                                             | 1994 | Sega Tec Toy Indústria de Brinquedos                                                            | Actiespel                             |
| Sonic the Hedgehog Spinball                                                                      | 1993 | Sega                                                                                            | Actiespel                             |
| Sorcerer's Kingdom                                                                               | 1992 | American Treco Corporation Masaya                                                               | RPG Strategiespel                     |
| Sorcerian                                                                                        | 1990 | Sega                                                                                            | Actiespel RPG                         |
| Space Harrier II                                                                                 | 1988 | Sega                                                                                            | Actiespel                             |
| Space Invaders '91                                                                               | 1990 | Taito Corporation Taito America Corporation                                                     | Actiespel                             |
| Sparkster                                                                                        | 1994 | Konami                                                                                          | Actiespel                             |
| Speedball 2: Brutal Deluxe                                                                       | 1991 | CSK Research Institute Arena Entertainment                                                      | Actiespel Sportspel                   |
| Spider-Man                                                                                       | 1991 | Sega                                                                                            | Actiespel                             |
| Spider-Man                                                                                       | 1995 | Acclaim Entertainment                                                                           | Actiespel                             |
| Spider-Man & Venom: Maximum Carnage                                                              | 1994 | Acclaim Acclaim Entertainment                                                                   | Actiespel                             |
| Spider-Man X-Men: Arcade's Revenge                                                               | 1993 | Flying Edge                                                                                     | Actiespel                             |
| Spiritual Warfare                                                                                | 1994 | Wisdom Tree                                                                                     | Actiespel Educatiespel                |
| Spirou                                                                                           | 1995 | Infogrames Europe                                                                               | Actiespel                             |
| Splatterhouse 2                                                                                  | 1992 | Sega Namco Limited Namco Hometek                                                                | Actiespel                             |
| Splatterhouse 3                                                                                  | 1993 | Namco Limited Namco Hometek                                                                     | Actiespel                             |
| Sport Games                                                                                      | 1997 | Tec Toy Indústria de Brinquedos                                                                 | Sportspel                             |
| Sports Talk Baseball                                                                             | 1992 | Sega                                                                                            | Sportspel                             |
| Spot Goes to Hollywood                                                                           | 1995 | Virgin Interactive Entertainment                                                                | Actiespel                             |
| Star Control                                                                                     | 1991 | Ballistic                                                                                       | Actiespel Strategiespel               |
| Star Cruiser                                                                                     | 1990 | Masaya                                                                                          | Actiespel                             |
| Starflight                                                                                       | 1991 | Electronic Arts                                                                                 | RPG Simulatiespel                     |
| Stargate                                                                                         | 1995 | Acclaim Entertainment                                                                           | Actiespel                             |
| Star Odyssey                                                                                     | 1991 | Super Fighter Team Kodansha                                                                     | RPG                                   |
| Star Trek: Deep Space Nine - Crossroads of Time                                                  | 1995 | Playmates Interactive Entertainment                                                             | Actiespel                             |
| Star Trek: The Next Generation - Echoes from the Past                                            | 1994 | Sega                                                                                            | Actiespel                             |
| The Steel Empire                                                                                 | 1992 | Hot-B Flying Edge                                                                               | Actiespel                             |
| Steel Talons                                                                                     | 1992 | Tengen                                                                                          | Actiespel Simulatiespel               |
| Stormlord                                                                                        | 1990 | Micro World RazorSoft                                                                           | Actiespel                             |
| Street Fighter II: Special Champion Edition                                                      | 1993 | Capcom Capcom U.S.A.                                                                            | Actiespel                             |
| Street Racer                                                                                     | 1995 | Ubi Soft Entertainment Software Tec Toy Indústria de Brinquedos                                 | Autoracespel                          |
| Street Smart                                                                                     | 1991 | American Treco Corporation Treco                                                                | Actiespel                             |
| Streets of Rage                                                                                  | 1991 | Sega                                                                                            | Actiespel                             |
| Streets of Rage 2                                                                                | 1993 | Sega                                                                                            | Actiespel                             |
| Streets of Rage 3                                                                                | 1994 | Sega Tec Toy Indústria de Brinquedos                                                            | Actiespel                             |
| Strider                                                                                          | 1990 | Sega Tec Toy Indústria de Brinquedos                                                            | Actiespel                             |
| Strider 2                                                                                        | 1993 | U.S. Gold                                                                                       | Actiespel                             |
| Striker                                                                                          | 1995 | Sega                                                                                            | Sportspel                             |
| Sub-Terrania                                                                                     | 1993 | Sega Tec Toy Indústria de Brinquedos                                                            | Actiespel                             |
| Sunset Riders                                                                                    | 1993 | Konami                                                                                          | Actiespel                             |
| The Super Aquatic Games                                                                          | 1993 | Electronic Arts                                                                                 | Sportspel                             |
| Super Baseball 2020                                                                              | 1993 | Electronic Arts                                                                                 | Actiespel Simulatiespel Sportspel     |
| Super Battleship: The Classic Naval Combat Game                                                  | 1993 | Mindscape                                                                                       | Actiespel Strategiespel               |
| Super Battletank                                                                                 | 1992 | Absolute Entertainment                                                                          | Actiespel Simulatiespel               |
| Super Caesars Palace                                                                             | 1993 | Virgin Games                                                                                    | Simulatiespel                         |
| Super Daisenryaku                                                                                | 1989 | Sega                                                                                            | Strategiespel                         |
| Super Fantasy Zone                                                                               | 1992 | Sega Sun Electronics                                                                            | Actiespel                             |
| Super Hang-On                                                                                    | 1989 | Sega                                                                                            | Autoracespel                          |
| Super High Impact                                                                                | 1992 | Arena Entertainment                                                                             | Actiespel Sportspel                   |
| Super Hydlide                                                                                    | 1989 | Asmik Corporation Seismic Software                                                              | Actiespel RPG                         |
| Super Kick Off                                                                                   | 1992 | U.S. Gold                                                                                       | Sportspel                             |
| Superman                                                                                         | 1992 | Sun Corporation of America                                                                      | Actiespel                             |
| Super Monaco GP                                                                                  | 1990 | Sega                                                                                            | Autoracespel                          |
| Super Skidmarks                                                                                  | 1995 | The Codemasters Software Company Limited                                                        | Autoracespel                          |
| Super Street Fighter II                                                                          | 1994 | Capcom Tec Toy Indústria de Brinquedos Capcom U.S.A.                                            | Actiespel                             |
| Super Thunder Blade                                                                              | 1988 | Sega                                                                                            | Actiespel                             |
| SUPER Volley ball                                                                                | 1990 | Sega Video System                                                                               | Sportspel                             |
| Surging Aura                                                                                     | 1995 | Sega                                                                                            | RPG                                   |
| Sword of Sodan                                                                                   | 1990 | Sega Electronic Arts                                                                            | Actiespel                             |
| Sword of Vermilion                                                                               | 1989 | Sega                                                                                            | Actiespel RPG                         |
| Syd of Valis                                                                                     | 1992 | Renovation Products Shin-Nihon Laser Soft                                                       | Actiespel                             |
| Sylvester and Tweety in Cagey Capers                                                             | 1993 | Time Warner Interactive                                                                         | Actiespel                             |
| Syndicate                                                                                        | 1994 | Electronic Arts                                                                                 | Actiespel Strategiespel               |
| Taiheiki                                                                                         | 1991 | Sega                                                                                            | Strategiespel                         |
| Taikō Risshiden                                                                                  | 1993 | KOEI                                                                                            | RPG Simulatiespel Strategiespel       |
| Target Earth                                                                                     | 1990 | DreamWorks Masaya                                                                               | Actiespel                             |
| Task Force Harrier EX                                                                            | 1991 | American Treco Corporation Treco                                                                | Actiespel                             |
| Taz in Escape from Mars                                                                          | 1994 | Sega                                                                                            | Actiespel                             |
| Taz-Mania                                                                                        | 1992 | Sega                                                                                            | Actiespel                             |
| Team USA Basketball                                                                              | 1992 | Electronic Arts                                                                                 | Sportspel                             |
| TechnoClash                                                                                      | 1993 | Electronic Arts                                                                                 | Actiespel                             |
| Techno Cop                                                                                       | 1990 | RazorSoft                                                                                       | Actiespel Autoracespel                |
| Tecmo Super Baseball                                                                             | 1994 | Tecmo                                                                                           | Sportspel                             |
| Tecmo Super Bowl                                                                                 | 1993 | Tecmo                                                                                           | Sportspel                             |
| Tecmo Super Bowl III: Final Edition                                                              | 1994 | Tecmo                                                                                           | Sportspel                             |
| Tecmo Super Bowl II: Special Edition                                                             | 1994 | Tecmo                                                                                           | Sportspel                             |
| Tecmo Super Hockey                                                                               | 1994 | Tecmo                                                                                           | Sportspel                             |
| Tecmo Super NBA Basketball                                                                       | 1993 | Tecmo                                                                                           | Sportspel                             |
| Tecmo World Cup                                                                                  | 1992 | SIMS                                                                                            | Sportspel                             |
| Teddy Boy Blues                                                                                  | 1992 | Sega                                                                                            | Actiespel                             |
| Teenage Mutant Ninja Turtles: The HyperStone Heist                                               | 1992 | Konami Tec Toy Indústria de Brinquedos                                                          | Actiespel                             |
| Teenage Mutant Ninja Turtles: Tournament Fighters                                                | 1993 | Konami                                                                                          | Actiespel                             |
| Tel-Tel Mahjong                                                                                  | 1990 | Sun Electronics                                                                                 | Strategiespel                         |
| Tel-Tel Stadium                                                                                  | 1990 | Sun Electronics                                                                                 | Sportspel                             |
| Tenka Tōitsu                                                                                     | 1991 | Asmik Corporation                                                                               | Simulatiespel Strategiespel           |
| Terminator 2: Judgment Day                                                                       | 1993 | Arena Entertainment Acclaim Flying Edge                                                         | Actiespel                             |
| The Terminator                                                                                   | 1992 | Virgin Games                                                                                    | Actiespel                             |
| Tetris                                                                                           | 1989 | Sega                                                                                            | Strategiespel                         |
| Theme Park                                                                                       | 1995 | Electronic Arts                                                                                 | Strategiespel                         |
| Thomas the Tank Engine & Friends                                                                 | 1993 | THQ                                                                                             | Autoracespel                          |
| Thunder Force II                                                                                 | 1989 | Sega Technosoft                                                                                 | Actiespel                             |
| Thunder Force III                                                                                | 1990 | Technosoft                                                                                      | Actiespel                             |
| Thunder Fox                                                                                      | 1991 | Taito Corporation                                                                               | Actiespel                             |
| Thunder Pro Wrestling Retsuden                                                                   | 1992 | Human Entertainment                                                                             | Sportspel                             |
| The Tick                                                                                         | 1994 | Fox Interactive                                                                                 | Actiespel                             |
| Time Killers                                                                                     | 1996 | Black Pearl Software                                                                            | Actiespel                             |
| TinHead                                                                                          | 1993 | Spectrum Holobyte Ballistic                                                                     | Actiespel                             |
| Tintin in Tibet                                                                                  | 1995 | Infogrames Europe                                                                               | Actiespel                             |
| Tiny Toon Adventures: Acme All-Stars                                                             | 1994 | Konami Tec Toy Indústria de Brinquedos                                                          | Sportspel                             |
| Tiny Toon Adventures: Buster's Hidden Treasure                                                   | 1993 | Konami                                                                                          | Actiespel                             |
| TNN Bass Tournament of Champions                                                                 | 1993 | American Softworks Corporation                                                                  | Sportspel                             |
| TNN Outdoors Bass Tournament '96                                                                 | 1996 | American Softworks Corporation                                                                  | Sportspel                             |
| Todd's Adventures in Slime World                                                                 | 1991 | Micro World Renovation Products                                                                 | Actiespel                             |
| ToeJam & Earl                                                                                    | 1991 | Sega                                                                                            | Actiespel                             |
| ToeJam & Earl in Panic on Funkotron                                                              | 1993 | Sega Tec Toy Indústria de Brinquedos                                                            | Actiespel                             |
| Tōgi Ō: King Colossus                                                                            | 1992 | Sega                                                                                            | Actiespel RPG                         |
| Toki                                                                                             | 1991 | Sega                                                                                            | Actiespel                             |
| Tom and Jerry: Frantic Antics!                                                                   | 1994 | Hi-Tech Expressions Altron Corporation                                                          | Actiespel                             |
| Tom Mason's Dinosaurs for Hire                                                                   | 1993 | Sega                                                                                            | Actiespel                             |
| Tommy Lasorda Baseball                                                                           | 1989 | Sega                                                                                            | Sportspel                             |
| Tongue of the Fatman                                                                             | 1990 | Sanritsu Denki RazorSoft                                                                        | Actiespel                             |
| Tony La Russa Baseball                                                                           | 1993 | Electronic Arts                                                                                 | Sportspel                             |
| Tony La Russa Baseball '95                                                                       | 1995 | Electronic Arts                                                                                 | Sportspel                             |
| Top Gear 2                                                                                       | 1994 | Vic Tokai                                                                                       | Actiespel Autoracespel                |
| Top Pro Golf                                                                                     | 1992 | Soft Vision International                                                                       | Sportspel                             |
| Total Football                                                                                   | 1995 | Acclaim Entertainment                                                                           | Sportspel                             |
| Toughman Contest                                                                                 | 1995 | Electronic Arts                                                                                 | Sportspel                             |
| Toxic Crusaders                                                                                  | 1992 | Sega                                                                                            | Actiespel                             |
| Toys                                                                                             | 1993 | Absolute Entertainment                                                                          | Actiespel                             |
| Trampoline Terror!                                                                               | 1990 | DreamWorks                                                                                      | Actiespel Strategiespel               |
| Traysia                                                                                          | 1992 | Renovation Products                                                                             | RPG                                   |
| Triple Play 96                                                                                   | 1995 | Electronic Arts                                                                                 | Simulatiespel Sportspel               |
| Triple Play: Gold Edition                                                                        | 1996 | Electronic Arts                                                                                 | Sportspel                             |
| Triple Score: 3 Games In One                                                                     | 1992 | Sega                                                                                            |                                       |
| Trouble Shooter                                                                                  | 1991 | Vic Tokai Vic Tokai Corporation                                                                 | Actiespel                             |
| Troy Aikman NFL Football                                                                         | 1994 | Williams Entertainment                                                                          | Sportspel                             |
| True Golf Classics: Pebble Beach Golf Links                                                      | 1993 | Sega                                                                                            | Sportspel                             |
| True Golf Classics: Waialae Country Club                                                         | 1994 | Sega                                                                                            | Sportspel                             |
| True Golf Classics: Wicked 18                                                                    | 1994 | Sega                                                                                            | Sportspel                             |
| True Lies                                                                                        | 1994 | Acclaim Acclaim Entertainment                                                                   | Actiespel                             |
| Truxton                                                                                          | 1989 | Sega                                                                                            | Actiespel                             |
| Turbo Out Run                                                                                    | 1992 | Sega                                                                                            | Autoracespel                          |
| Turma da Mônica na Terra dos Monstros                                                            | 1994 | Tec Toy Indústria de Brinquedos                                                                 | Actiespel                             |
| Turrican                                                                                         | 1991 | Accolade Ballistic                                                                              | Actiespel                             |
| Turrican 3                                                                                       | 1994 | Data East Sony Electronic Publishing                                                            | Actiespel                             |
| Twin Cobra                                                                                       | 1991 | Sega Treco                                                                                      | Actiespel                             |
| Twin Hawk                                                                                        | 1990 | Sega                                                                                            | Actiespel                             |
| Twinkle Tale                                                                                     | 1992 | Toyo Recording                                                                                  | Actiespel                             |
| Two Crude Dudes                                                                                  | 1991 | Data East                                                                                       | Actiespel                             |
| Uchū Senkan Gomorrah                                                                             | 1991 | UPL                                                                                             | Actiespel                             |
| Uju Geobukseon                                                                                   | 1993 | Samsung Electronics                                                                             | Actiespel                             |
| Ultimate Mortal Kombat 3                                                                         | 1996 | Williams Entertainment Tec Toy Indústria de Brinquedos                                          | Actiespel                             |
| Ultimate Soccer                                                                                  | 1993 | SEGA Europe                                                                                     | Sportspel                             |
| Ultraman                                                                                         | 1993 | MA-BA Corp                                                                                      | Actiespel                             |
| Uncharted Waters                                                                                 | 1992 | KOEI                                                                                            | Simulatiespel Strategiespel           |
| Undead Line                                                                                      | 1991 | PAL SOFT                                                                                        | Actiespel                             |
| Universal Soldier                                                                                | 1992 | Accolade                                                                                        | Actiespel                             |
| Unnecessary Roughness '95                                                                        | 1994 | Accolade                                                                                        | Sportspel                             |
| Urban Strike                                                                                     | 1994 | Electronic Arts                                                                                 | Actiespel                             |
| Valis: The Fantasm Soldier                                                                       | 1991 | Riot Renovation Products                                                                        | Actiespel                             |
| Valis III                                                                                        | 1991 | Telenet Japan Renovation Products                                                               | Actiespel                             |
| Vapor Trail                                                                                      | 1991 | Riot Renovation Products                                                                        | Actiespel                             |
| Vectorman                                                                                        | 1995 | Sega                                                                                            | Actiespel                             |
| Vectorman 2                                                                                      | 1996 | Sega                                                                                            | Actiespel                             |
| Venom • Spider-Man: Separation Anxiety                                                           | 1995 | Acclaim Entertainment                                                                           | Actiespel                             |
| Verytex                                                                                          | 1991 | Asmik Corporation                                                                               | Actiespel                             |
| Viewpoint                                                                                        | 1994 | American Sammy Corporation                                                                      | Actiespel                             |
| Virtua Fighter 2                                                                                 | 1996 | Sega                                                                                            | Actiespel                             |
| Virtual Bart                                                                                     | 1994 | Acclaim Acclaim Entertainment                                                                   | Actiespel                             |
| Virtual Pinball                                                                                  | 1993 | Electronic Arts                                                                                 | Simulatiespel                         |
| Virtua Racing                                                                                    | 1994 | Sega Tec Toy Indústria de Brinquedos                                                            | Autoracespel                          |
| Vixen 357                                                                                        | 1992 | Masaya                                                                                          | RPG Strategiespel                     |
| Volfied                                                                                          | 1991 | Taito Software Taito Corporation                                                                | Actiespel                             |
| Wacky Worlds Creativity Studio                                                                   | 1994 | Sega                                                                                            | Educatiespel Simulatiespel            |
| Wani Wani World                                                                                  | 1992 | Kaneko                                                                                          | Actiespel                             |
| Wardner                                                                                          | 1991 | Visco Corporation Mentrix Software                                                              | Actiespel                             |
| Warlock                                                                                          | 1994 | Trimark Interactive Acclaim Entertainment                                                       | Actiespel                             |
| WarpSpeed                                                                                        | 1993 | Accolade                                                                                        | Actiespel                             |
| Warrior of Rome                                                                                  | 1991 | Micronet                                                                                        | Strategiespel                         |
| Warrior of Rome II                                                                               | 1992 | Micronet                                                                                        | Strategiespel                         |
| Warsong                                                                                          | 1991 | American Treco Corporation Masaya                                                               | RPG Strategiespel                     |
| Wayne Gretzky and the NHLPA All-Stars                                                            | 1995 | Time Warner Interactive                                                                         | Sportspel                             |
| Wayne's World                                                                                    | 1993 | THQ                                                                                             | Actiespel                             |
| WeaponLord                                                                                       | 1995 | Namco Hometek                                                                                   | Actiespel                             |
| Wheel of Fortune                                                                                 | 1992 | GameTek                                                                                         | Strategiespel                         |
| Where in the World Is Carmen Sandiego?                                                           | 1992 | Tec Toy Indústria de Brinquedos Electronic Arts                                                 | Educatiespel                          |
| Where in Time is Carmen Sandiego?                                                                | 1992 | Tec Toy Indústria de Brinquedos Electronic Arts                                                 | Avonturenspel Educatiespel            |
| Whip Rush                                                                                        | 1990 | Sega Renovation Products                                                                        | Actiespel                             |
| Will Harvey's Zany Golf                                                                          | 1990 | Electronic Arts                                                                                 | Sportspel                             |
| Williams Arcade Classics                                                                         | 1996 | Midway Games                                                                                    | Actiespel                             |
| Wimbledon Championship Tennis                                                                    | 1993 | Sega                                                                                            | Actiespel Sportspel                   |
| Wings of Wor                                                                                     | 1991 | DreamWorks Masaya                                                                               | Actiespel                             |
| Winter Olympics: Lillehammer '94                                                                 | 1994 | Sega Tec Toy Indústria de Brinquedos U.S. Gold                                                  | Sportspel                             |
| Wiz 'n' Liz                                                                                      | 1993 | Psygnosis Limited                                                                               | Actiespel                             |
| Wolfchild                                                                                        | 1993 | JVC Musical Industries                                                                          | Actiespel                             |
| Wolverine: Adamantium Rage                                                                       | 1994 | Acclaim Entertainment                                                                           | Actiespel                             |
| Wonder Boy III: Monster Lair                                                                     | 1990 | Sega                                                                                            | Actiespel                             |
| Wonder Boy in Monster World                                                                      | 1991 | Sega                                                                                            | Actiespel                             |
| World Championship Soccer                                                                        | 1989 | Sega                                                                                            | Sportspel                             |
| World Championship Soccer II                                                                     | 1994 | Sega                                                                                            | Sportspel                             |
| World Class Leader Board                                                                         | 1992 | U.S. Gold                                                                                       | Sportspel                             |
| World Cup USA 94                                                                                 | 1994 | U.S. Gold                                                                                       | Sportspel                             |
| World Heroes                                                                                     | 1994 | Sega Tec Toy Indústria de Brinquedos                                                            | Actiespel                             |
| World of Illusion starring Mickey Mouse and Donald Duck                                          | 1992 | Sega                                                                                            | Actiespel                             |
| World Series Baseball                                                                            | 1994 | Sega Tec Toy Indústria de Brinquedos                                                            | Sportspel                             |
| World Series Baseball '95                                                                        | 1995 | Sega                                                                                            | Sportspel                             |
| World Series Baseball '96                                                                        | 1996 | Sega                                                                                            | Sportspel                             |
| World Series Baseball 98                                                                         | 1997 | Sega                                                                                            | Sportspel                             |
| World Trophy Soccer                                                                              | 1992 | Virgin Games                                                                                    | Simulatiespel Sportspel               |
| Worms                                                                                            | 1996 | Ocean Software                                                                                  | Strategiespel                         |
| Wrestle War                                                                                      | 1991 | Sega                                                                                            | Sportspel                             |
| WWF Raw                                                                                          | 1995 | Acclaim Acclaim Entertainment                                                                   | Sportspel                             |
| WWF Royal Rumble                                                                                 | 1993 | Acclaim Acclaim Entertainment Flying Edge                                                       | Sportspel                             |
| WWF Super WrestleMania                                                                           | 1992 | Flying Edge                                                                                     | Sportspel                             |
| WWF WrestleMania                                                                                 | 1995 | Acclaim Entertainment                                                                           | Actiespel Sportspel                   |
| XDR: X-Dazedly-Ray                                                                               | 1990 | Unipacc                                                                                         | Actiespel                             |
| Xenon 2: Megablast                                                                               | 1990 | Virgin Games                                                                                    | Actiespel                             |
| X-Men                                                                                            | 1993 | Sega                                                                                            | Actiespel                             |
| X-Men 2: Clone Wars                                                                              | 1995 | Sega Tec Toy Indústria de Brinquedos                                                            | Actiespel                             |
| X-Perts                                                                                          | 1995 | Deep Water                                                                                      | Actiespel                             |
| Yase Zhuanshuo                                                                                   | 1995 | Chuanpu Technologies                                                                            | RPG                                   |
| Ys III: Wanderers from Ys                                                                        | 1991 | Telenet Japan Renovation Products                                                               | Actiespel RPG                         |
| Yū Yū Hakusho Gaiden                                                                             | 1994 | Sega                                                                                            | Avonturenspel                         |
| Yū Yū Hakusho: Makyō Tōitsusen                                                                   | 1994 | Sega Tec Toy Indústria de Brinquedos                                                            | Actiespel                             |
| Zan: Yasha Enbukyoku                                                                             | 1991 | Wolf Team                                                                                       | Strategiespel                         |
| Zero the Kamikaze Squirrel                                                                       | 1994 | Sun Corporation                                                                                 | Actiespel                             |
| Zero Tolerance                                                                                   | 1994 | Accolade                                                                                        | Actiespel                             |
| Zero Wing                                                                                        | 1991 | Sega Toaplan                                                                                    | Actiespel                             |
| Zombies Ate My Neighbors                                                                         | 1993 | Konami                                                                                          | Actiespel                             |
| Zool                                                                                             | 1993 | GameTek                                                                                         | Actiespel                             |
| Zoom!                                                                                            | 1989 | Sega                                                                                            | Actiespel Strategiespel               |
| Zoop                                                                                             | 1995 | Viacom New Media                                                                                | Actiespel Strategiespel               |